# Lê Diệu Tường
Lê Diệu Tường (tên tiếng Anh: Wayne Lai) là một nam diễn viên người Hồng Kông, hiện là nghệ sĩ hợp đồng theo từng đầu phim của TVB, từng đoạt 3 giải thưởng "Nam diễn viên chính xuất sắc nhất" (Thị Đế) trong Lễ trao giải Vạn Thiên Tinh Huy (TVB Anniversary Awards) qua các năm 2009 - 2010 - 2012. Anh là người thứ hai sau La Gia Lương nhận được giải thưởng này trong 2 năm liên tiếp và giữ kỷ lục là người đầu tiên nhận được 3 giải thưởng chỉ trong một đêm (năm 2009).
Lê Diệu Tường tốt nghiệp Trường trung học St. Louis vào năm 1981 và gia nhập TVB với tư cách nhân viên bán hàng năm 1983. Năm 1985, anh đăng ký khóa đào tạo diễn xuất ngắn hạn ở Trung tâm giải trí Mặt Trời Nhỏ (một chi nhánh của TVB) và được thầy hướng dẫn của anh - giám chế Lý Thiêm Thắng - đánh giá cao, đề nghị anh gia nhập TVB, tham gia lớp đào tạo diễn viên và bắt đầu đóng phim truyền hình từ năm 1986. Anh từng có thời gian rời khỏi TVB và phát triển tự do ở cả mảng truyền hình lẫn điện ảnh, sau đó trở về nhà đài vào năm 2002. Năm 2010, anh xuất bản quyển sách "Hí kịch phù sinh: Lê Diệu Tường bàn về kỹ nghệ diễn xuất và cuộc sống" khám phá các mối quan hệ mật thiết giữa phim truyền hình và đời sống thường nhật. Từ khi vào nghề cho đến nay, anh đã đóng hơn 100 bộ phim truyền hình và đã phục vụ nghệ thuật cho nền giải trí Hồng Kông hơn 30 năm.

## Sự nghiệp diễn xuất

### Trước khi vào nghề
Lúc nhỏ, cả nhà 8 người của Lê Diệu Tường sống trong ký túc xá của Trạm cứu hỏa Hồng Khám, nơi cha anh đang công tác. Lúc anh lên trung học, Chính phủ đã sắp xếp cho gia đình họ chuyển đến thôn Thuận Lợi, Cửu Long để sinh sống. Anh tốt nghiệp ở trường tiểu học Hồng Khám, sau khi chuyển nhà thì đến học ở trường trung học St. Louis do chị cả lựa chọn. Lúc ban đầu không thích ứng được với môi trường sinh hoạt toàn tiếng Anh nhưng sau khi hòa hợp được, Lê Diệu Tường đã tích cực tham gia nhiều hoạt động của trường. Trước khi chính thức vào nghề thì Lê Diệu Tường đã có niềm say mê đặc biệt với việc diễn xuất, điển hình như lúc còn học ở trung học St. Louis, anh đã tham gia câu lạc bộ diễn xuất của trường nhưng chưa có mục tiêu dấn thân vào giới nghệ sĩ.
Từ nhỏ đã chịu ảnh hưởng bởi suy nghĩ “học hành tốt sẽ được sống an nhàn” của cha, sau khi hoàn thành việc học thì lê Diệu Tường đã tìm một công việc văn phòng để ổn định. Công việc đầu tiên của anh là làm nhân viên ở phòng kinh doanh bố trí tiết mục của TVB. Sau một thời gian, anh cảm thấy mình thích hợp làm diễn viên hơn nên đã đến tòa nhà Học viện diễn xuất Hồng Kông để đăng ký, tiếc là lúc đó trường đang thi công nên đành tìm con đường khác. Tình cờ nhìn thấy tấm poster quảng cáo khóa huấn luyện diễn xuất cấp tốc ở trung tâm giải trí Mặt Trời Nhỏ, anh lập tức đến ghi danh, thành công gia nhập vào lớp huấn luyện và may mắn gặp được “Bá Nha” của mình – cố vấn Lý Thiêm Thắng (Thiêm ca). Biểu hiện của Lê Diệu Tường khiến Thiêm ca rất vừa ý, khen ngợi anh “đã đạt đến trình độ chuyên nghiệp”, bởi vậy ông đã đề cử Lê Diệu Tường đăng ký vào lớp đào tạo diễn viên kỳ đầu tiên của đài TVB (cùng khóa với anh còn có Châu Hải My), sau khi tốt nghiệp thì chính thức gia nhập đài TVB.

### Khó khăn ban đầu (1986 - 1998)
Sau khi gia nhập TVB, Lê Diệu Tường bắt đầu đóng các vai phụ và góp mặt trên chương trình Giáo dục Hồng Kông, chủ yếu đóng vai chú bác hoặc anh họ của các ngôi sao nhí. Bộ phim đầu tiên anh tham gia là phim sitcom《Lục tạp hà giới》, ngoài ra anh còn tham gia các chương trình kịch sân khấu như《Hi Xuân tửu điếm》, 《Tài tử loạn điểm tiếu giai nhân》. Không lâu sau đó, lúc quay bộ《Ngân sắc lữ đồ》anh đã quen biết với người bạn thân Lưu Thanh Vân (trong một lần đang đứng cùng rất nhiều diễn viên, Lưu Thanh Vân đột nhiên nói ra lời thoại không có trong kịch bản, cả xưởng quay chỉ có “quần chúng” Lê Diệu Tường có thể đáp lại anh, tình bạn chung chí hướng của hai người cũng bắt đầu từ đó). Sau đó anh tiếp tục đóng các vai phụ nhỏ lẻ, 《Tặc công A Ngưu》là vai diễn đầu tiên của anh có tên riêng. Năm 1990, lần đầu tiên anh nhận được thư của khán giả, nội dung là khen ngợi biểu hiện xuất sắc của anh với vai Trương Á Lãng (Gián Con) trong bộ phim《Người nơi biên giới》. Năm 1995, nhân vật Đặng Nãi Cường trong bộ《Gửi trọn tình yêu》của anh đã được đông đảo báo chí và nhà phê bình khen ngợi. Lúc ấy, anh nhận lời phỏng vấn với người chủ trì Xa Thục Mai trên chương trình radio《Weekend Float》, đây cũng là cuộc phỏng vấn trên radio đầu tiên của anh.
Trong các bộ phim《Trung Thần Thông Vương Trùng Dương》,《Anh hùng xạ điêu – Nam Đế Bắc Cái》,《Anh hùng xạ điêu 1994》và《Thần điêu đại hiệp》được chuyển thể từ tiểu thuyết nổi tiếng của nhà văn Kim Dung, Lê Diệu Tường đã 4 lần vào vai “lão ngoan đồng” Chu Bá Thông, tất cả đều được đánh giá cao và trở thành một trong những vai diễn kinh điển đầu tiên của anh. Sau đó trong《Sân khấu muôn màu》, cảnh diễn Lư Chí Tài bắt chước ca sĩ La Văn đã bộc lộ khả năng cosplay của anh, tăng sức phổ biến khi tái hiện lại hình ảnh bắt chước La Văn kinh điển của mình ở các buổi biểu diễn và chương trình từ thiện của đài. Trong hai phần《Tây Du Ký》, ứng cử viên số một cho vai diễn Trư Bát Giới đã từ chối, tuy anh chỉ là ứng viên thứ hai nhưng đã tạo được hiệu ứng ngoài mong đợi, thu hút được sự chú ý của mọi người. Trong phim này Trư Bát Giới cũng đã có câu nói cửa miệng:
"Đa tình tự cổ không dư hận, sử hận miên miên vô tuyệt kỳ"
Hình ảnh ấy đã khắc sâu vào lòng người hâm mộ, đến nay vẫn thường được nhắc đến, thậm chí 10 năm sau (2008) anh còn quay lại dẫn chương trình《Đại Đường Tây Du Ký》. Nhưng khi Trư Bát Giới nổi tiếng, anh đã vào nghề hơn mười năm mà vẫn không được công ty coi trọng. Vì cảm thấy phim truyền hình có giới hạn, khả năng diễn xuất cứ dậm chân tại chỗ, anh đã quyết định lấn sang thế giới điện ảnh để phát triển, cùng lúc con trai vừa mới sinh.《Lực lượng đặc biệt》là tác phẩm cuối cùng của anh trước khi rời đài.

### Gia nhập giới điện ảnh (1998 - 2002)
Năm 1998, sau khi hết hợp đồng với TVB, công ty đã không giữ anh lại, Lê Diệu Tường quyết định ra ngoài gia nhập vào giới điện ảnh, tuy không phải vai chính nhưng thành tích thu về cũng tương đối lý tưởng. Vai diễn đáng chú ý nhất là Nê Bồ Tát trong chế tác lớn《Phong Vân: Hùng bá thiên hạ》, cũng là tác phẩm chính thức đánh dấu bước tiến vào thế giới điện ảnh của anh. Buổi đầu "nhảy sân", lượng công việc xem như tạm ổn định, biểu hiện của anh trong các loạt phim như《Yêu em yêu đến giết chết em》, 《Xác sống sinh hóa》, series《Âm dương lộ》và《Người khuyết tật》đều để lại nhiều ấn tượng. Cùng lúc này, Lê Diệu Tường còn nhận quay phim cho đài ATV như《Đài truyền hình phong vân》và《Ảnh thành bá chủ》, v.v. Nhưng thị trường điện ảnh lúc bấy giờ đang ảm đạm, anh lại không phải kiểu diễn viên có ngoại hình thu hút nên hầu hết các vai diễn đều là phim hạng B, phim kinh phí thấp, thậm chí là nhân vật nhỏ trong "phim rác", chỉ được phát hành qua DVD chứ không được chiếu ở rạp. Trong số các bộ phim anh đã tham gia, chỉ có vai diễn Tế Lộ Tường bị bệnh động kinh trong《Người khuyết tật》là tác phẩm mà anh tương đối hài lòng.
Một thời gian sau, lượng công việc của anh bắt đầu sụt giảm, từng "một tháng chỉ làm việc đúng một ngày", sống cuộc sống bấp bênh, không ổn định. Thân là trụ cột của gia đình, vì để giảm bớt áp lực kinh tế, anh đã cân nhắc lại lựa chọn của mình. So với truyền hình, anh cảm thấy phương thức hoạt động của thế giới điện ảnh không thích hợp với mình, kinh nghiệm mấy năm qua cũng khiến anh hiểu được địa vị và giá trị của mình trong lòng của các nhà đầu tư. Khi Lê Diệu Tường nghĩ tới việc quay về TVB, chính đạo diễn Triệu Sùng Cơ và giám đốc điều hành Tăng Lệ Trân là người đã thúc đẩy anh trở lại.
Những năm đó chính là giai đoạn không mấy suôn sẻ trong sự nghiệp của Lê Diệu Tường, nhưng cũng là khoảng thời gian anh học hỏi được nhiều nhất.

### Quay về TVB (2002 - 2008)
Lê Diệu Tường quay về TVB năm 2002 với vai diễn người chuyển giới Âu Văn Vỹ trong bộ phim《Bí mật gia tộc》đóng cùng Quách Tấn An. Biểu hiện của anh trong bộ phim này đã để lại ấn tượng sâu đậm trong lòng khán giả, thể hiện đầy đủ hiệu ứng "kinh dị", "kinh ngạc" và cả "kinh diễm", được đánh giá là sự đột phá tột bật về diễn xuất. Nhưng ban đầu bộ phim chỉ được phát hành ở hải ngoại, đến năm 2006 mới được lên sóng ở Hồng Kông nên đã khiến anh hụt mất cơ hội tranh giải của năm đó.
Sau đó anh tiếp tục góp mặt trong các phim《Chồng tám lạng vợ đủ cân》,《Hán Sở kiêu hùng》,《Người phát ngôn giỏi luật》,《Nối nghiệp》,《Cường kiếm》, v.v. Tuy đều là vai phụ nhưng kỹ năng diễn xuất của anh vẫn nhiều lần nhận được lời khen ngợi, thậm chí còn được nhận xét là lấn át cả nhân vật chính. Trong số đó, vai diễn Hàn Tín trong《Hán Sở kiêu hùng》đã giúp anh nổi tiếng trở lại kể từ sau bộ phim《Tây Du Ký》, vai diễn Thượng Trung với tính cách có nhiều biến chuyển trong《Nối nghiệp》đã mang về cho anh hai giải thưởng đầu tiên trong sự nghiệp diễn xuất của mình - "Nhân vật phụ được yêu thích nhất" và "Cảnh phim ấn tượng nhất" của giải thưởng phim truyền hình My AOD Favourite Awards (Astro On Demand) năm 2007.
Lê Diệu Tường đã đóng qua rất nhiều thể loại vai, không phân thiện ác, dù là vai chính diện hay nhân vật hài hước cũng không làm khó được anh, ví dụ như《Rước vợ đón lộc》và《Tranh quyền đoạt vị》đã thể hiện khả năng diễn vai phản diện của anh. Năm 2008, khi bộ phim《Mưu dũng kỳ phùng II》lên sóng, anh đã thủ vai vị trạng sư luôn hết lòng vì dân Đới Tòng Văn. Khi Văn giả dạng người anh trai Đới Tòng Võ nhậm chức Bát phủ tuần án và bị người khác thẩm vấn, kỹ năng diễn xuất của anh trong phân cảnh này đã khiến khán giả đồng lòng tán thưởng; cộng thêm nhiều năm lẳng lặng đóng vai phụ đã tạo thành cái "duyên" với khán giả, mọi người đều ủng hộ và đề cử anh xuyên suốt năm đó. Cuối cùng, tại Lễ trao giải Vạn Thiên Tinh Huy, anh nhận được giải thưởng "Nam diễn viên phụ xuất sắc nhất", phá vỡ vận mệnh "Bạch quả vương" - "năm nào cũng được đề cử, nhưng năm nào cũng về tay không" - của mình.
Lê Diệu Tường đã đóng vai phụ hơn 20 năm, nhưng anh chưa từng so đo phần diễn, luôn coi diễn xuất là mục tiêu của cả đời mình và đắm chìm trong thế giới phim ảnh. Khi được hỏi dự định sẽ ở trong giới diễn xuất bao lâu nữa, anh đã nói: "Lúc còn trẻ không có thành tích thì đến trung niên cũng nên có chút thành tựu, để người khác biết tôi là một diễn viên chân thành, giống như Đạt ca Ngô Mạnh Đạt; Nếu đã trung niên mà cũng không may mắn hơn thì hy vọng đến khi về già sẽ có chút cống hiến cho giới văn nghệ, giống như Quan Hải Sơn vậy."

### Thăng lên tuyến đầu (2008 - Nay)
Tháng 11 năm 2008, Lê Diệu Tường vừa nhận được giải "Nam phụ", tháng 12 TVB đã quyết định phát sóng bộ phim đầu tiên anh thủ vai nam chính  Phương Tâm Minh (Minh OK) -《Thế giới ảo》. Lúc bấy giờ anh cũng vừa đóng máy bộ phim《Xứng danh tài nữ》(tên gốc: Cân quắc kiêu hùng) được phát sóng năm 2009, đó là bộ phim đánh dấu sự tái hợp của Lê Diệu Tường và hai vị chỉ đạo hậu trường thân thiết là giám chế Lý Thiêm Thắng và biên kịch Trương Hoa Tiêu. Lần đầu tiên đóng chính trong phim cổ trang, anh tiếp tục phát huy kỹ năng diễn xuất thành thạo của mình, giúp hình tượng "kiêu hùng" của Sài Cửu hiện ra sống động trước mắt người xem, tuy đây là lần đầu tiên chính thức đóng cặp với Đặng Tụy Văn nhưng vẫn thu về rating cao và danh tiếng tốt. Chính Sài Cửu đã giúp Lê Diệu Tường nổi tiếng vang dội, cả câu nói vàng của y: "Đời người có mấy cái mười năm? Quan trọng nhất là phải vui vẻ!" cũng được lan truyền khắp các phố lớn ngõ nhỏ. Sài Cửu không chỉ được xếp vào một trong những nhân vật kinh điển của TVB mấy năm gần đây mà còn trở thành vai diễn mở đầu cho thời kỳ đỉnh cao trong sự nghiệp diễn xuất của Lê Diệu Tường.
Tại Lễ trao giải Vạn Thiên Tinh Huy năm 2009, "Sài Cửu" đã nhận được giải thưởng "Nam nhân vật được yêu thích nhất", bản thân Lê Diệu Tường cũng chiến thắng hạng mục "Nam diễn viên chính xuất sắc nhất" (Thị Đế) và được đông đảo dư luận ủng hộ mãnh mẽ, trở thành "Diễn viên nổi tiếng nhất" do công chúng bình chọn thông qua trang web tvb.com. Kết thúc đêm lễ, anh vinh dự giành được 3 giải thưởng, trở thành "Tam liêu Thị Đế" (Thị Đế nhận được ba giải thưởng một đêm) duy nhất trong lịch sự lễ trao giải do TVB tổ chức và là diễn viên đầu tiên sau khi giành được giải Nam phụ (2008) thì lấy luôn giải Nam chính (2009), vừa khẳng định được thực lực vừa thu về được danh thơm tiếng tốt. Sang năm kế tiếp, anh tiếp tục giành được "Giải thưởng cho vai diễn xuất sắc nhất" tại Liên hoan phim Điện ảnh và Truyền hình quốc tế New York (New York Festivals International Television & Film Awards) với nhân vật Sài Cửu, đó cũng là giải thưởng quốc tế đầu tiên của anh.
《Xứng danh tài nữ》đột nhiên nổi tiếng, TVB đã thừa thắng xông lên, năm 2010 khởi quay《Cân quắc kiêu hùng chi Nghĩa hải hào tình》để làm phim khánh đài (phim được phát sóng vào dịp sinh nhật của nhà đài, thường là các phim trọng điểm). Trong phần này, Lê Diệu Tường tiếp tục đảm nhận vai nam chính, thể hiện thành công một Lưu Tỉnh với nội tâm đầy phức tạp, đây cũng là bộ phim mà anh luôn xem như tác phẩm tiêu biểu của mình. Bối cảnh chiến tranh hỗn loạn của《Nghĩa hải》đã khiến anh nhận định đây là bộ phim lắng đọng và để lại nhiều cảm xúc cho anh nhất từ trước đến nay. Cho đến nay, Lưu Tỉnh vẫn là nhân vật mà Lê Diệu Tường thích nhất, anh từng nói: "Chúng ta hoàn toàn có thể thông qua Lưu Tỉnh mà cảm nhận áp lực của cuộc sống và thời đại đó." Nhưng trước lẫn sau lễ trao giải cuối năm 2010, anh gặp phải chướng ngại đầu tiên trong sự nghiệp diễn xuất của mình, còn từng nảy sinh ý nghĩ muốn về hưu. Tại Lễ trao giải Vạn Thiên Tinh Huy năm 2010, mặc dù Lê Diệu Tường không nhận được giải "Nam nhân vật được yêu thích nhất" nhưng đã thành công giành được giải thưởng "Nam diễn viên chính xuất sắc nhất", trở thành diễn viên thứ hai sau La Gia Lương nhận được giải thưởng này trong 2 năm liên tiếp, đồng thời cùng với bạn diễn Đặng Tụy Văn trở thành cặp đôi đầu tiên nhận được cả 2 giải Thị Đế - Thị Hậu trong 2 năm liên tiếp. Giữa năm 2011, mặc dù《Nghĩa hải hào tình》chưa chính thức lên sóng ở Trung Quốc đại lục nhưng anh vẫn nhận được đề cử "Nam diễn viên chính xuất sắc nhất" tại giải thưởng Bạch Ngọc Lan của Liên hoan phim truyền hình Thượng Hải lần thứ 17 với vai diễn Lưu Tỉnh, trở thành nam diễn viên Hồng Kông đầu tiên lọt vào danh sách bình chọn.
Ngoài hai bộ phim được đánh giá cao đã kể trên, vào tháng 10 năm 2008, trong bộ phim sitcom dài 337 tập《Tình đồng nghiệp》, anh hợp tác với Mao Thuấn Quân, vào vai cảnh sát ngầm Dư Gia Thăng tâm tư cẩn mật, không ngại khó khăn đang thâm nhập vào làm "xã trưởng" ở một nhà xuất bản tạp chí. Sự hợp tác xuất sắc giữa hai người đã tạo ra chemistry mạnh mẽ, diễn xuất tinh tế của anh cũng được người xem đánh giá cao. Hình ảnh dân văn phòng chuyên nghiệp lịch lãm trong phim cũng thu hút rất nhiều khán giả trẻ và giới lao động trí thức, hoàn toàn trái ngược với hình tượng Sài Cửu "đầu đường xó chợ" trong《Xứng danh tài nữ》đang được phát sóng cùng lúc đó. Với vai diễn này, anh đã lọt vào danh sách đề cử "Nam diễn viên truyền hình xuất sắc nhất" trong Giải thưởng Diễn xuất năm 2010 và "Nam diễn viên Hồng Kông được yêu thích nhất" trong Giải thưởng điện ảnh và truyền hình thường niên của Liên hoan phim Phương Nam. Vì《Tình đồng nghiệp》được ủng hộ, TVB đã khởi quay《Cuộc đời tươi đẹp》, Lê Diệu Tường tiếp tục vào vai bác sĩ thẩm mỹ Minh Thế An phong độ và luôn lạc quan, một lần nữa hợp tác cùng Mao Thuấn Quân, tạo nên sự tương phản mạnh mẽ với Lưu Tỉnh ủ rũ, khổ sở trong bộ phim khánh đài《Nghĩa hải hào tình》. Mặc dù rating của hai bộ sitcom này không cao bằng series Cân quắc kiêu hùng, nhưng đã thay đổi quan niệm của khán giả về việc Lê Diệu Tường chỉ có thể đóng những vai thấp bé nghèo khổ. Khi《Cuộc đời tươi đẹp》đang vào hồi kết, Lê Diệu Tường đã nhận tiếp bộ phim mới《Bằng chứng thép III》, vào vai chuyên gia hóa nghiệm cao cấp của phòng Pháp chứng Bố Quốc Đống. Bộ phim này là phim khánh đài của TVB năm 2011 và đã đứng top 1 rating của nhà đài năm đó, vai diễn sếp Pro cũng đã cho khán giả đại lục nhìn thấy khía cạnh đầy chuyên nghiệp và tri thức của Tường Tử.
Vào tháng 12 năm 2011, khi bộ phim cung đình triều Tống《Tạo vương giả》của TVB đóng máy, Lê Diệu Tường lập tức gia nhập đoàn phim《Đại thái giám》, vào vai thái giám Lý Liên Anh, tái hợp với Mễ Tuyết - người đóng vai Từ Hi Thái hậu. Sau đó còn nhờ bộ phim này mà lập nên kỷ lục khác tại Lễ trao giải Vạn Thiên Tinh Huy năm 2012, tiếp nhận được giải thưởng "Nam diễn viên chính xuất sắc nhất" và trở thành người thứ hai sau La Gia Lương nhận được giải thưởng này 3 lần. Lê Diệu Tường cùng với Tiêu Chính Nam, Tào Vĩnh Liêm, Huỳnh Hạo Nhiên, Trần Quốc Bang cũng trở thành bạn bè thân thiết sau khi quay bộ phim này, cả nhóm có biệt danh là "Thái giám ngũ hổ".
Đối với thời kỳ đỉnh cao trong sự nghiệp của mình, Lê Diệu Tường vẫn "bình chân như vại", trong một cuộc phỏng vấn với nhà bình luận phim - thạc sĩ La Triển Phượng, anh cũng từng đề cập: "Tôi cũng hiểu thế giới này mà, không ai có thể đứng trên đỉnh cao cả một đời, lên núi rồi cũng phải xuống núi thôi, mặt trời mọc rồi mặt trời sẽ lặn, đó là lẽ tất nhiên, bởi vậy tôi cũng không có áp lực gì hết. Nếu tôi không nhận được giải thưởng tiếp theo, ví dụ như có nhận được thật đi, thì khi trượt mất giải thưởng tiếp theo nữa vẫn sẽ là một sự thất bại, vẫn sẽ bị phê bình, đó là hiện tượng tự nhiên. Tôi không nghĩ đó là áp lực, căng thẳng hay là thử thách gì cả, tất cả chỉ là quy luật của tự nhiên."
Vào ngày 26 tháng 10 năm 2015, bộ phim khánh đài《Kiêu hùng》được phát sóng, Lê Diệu Tường thủ vai nhân vật phản diện Cung Khiếu Sơn chẳng những nóng tính mà còn vô lương tâm, độc ác đến không từ thủ đoạn. Các đối thủ trong phim gồm có "Ảnh Đế" Huỳnh Thu Sinh và cựu "Ngũ hổ tướng" Thang Trấn Nghiệp, đều xem trọng và cho rằng Lê Diệu Tường sẽ giành được ngôi vị Thị Đế năm đó, nhưng anh đã không thắng được lần thứ tư.
Tháng 10 năm 2016,《Cân quắc kiêu hùng chi Điệp huyết trường thiên》được công chiếu trên MyTV Super, Lê Diệu Tường một lúc đóng hai vai trái ngược nhau, một người là đội trưởng đội du kích sẵn sàng hy sinh vì quốc gia và dân tộc Giang Thượng Hồng, một người là thương nhân Nhật Bản có thời thơ ấu khủng hoảng dẫn đến nhân cách bị bóp méo Linh Mộc Nhất Hùng (Kazuo Suzuki), kịch bản còn có tình tiết cho Linh Mộc nhất Hùng giả làm Giang Thượng Hồng và Giang Thượng Hồng giả làm Linh Mộc Nhất Hùng. Đáng chú ý nhất là giai đoạn từ tháng 12/2016 đến tháng 2/2017, bởi vì 3 bộ phim《Mái ấm gia đình 3: Bữa cơm tối》,《Cân quắc kiêu hùng chi Điệp huyết trường thiên》và《Thần tài giá đáo》phát sóng liên tiếp, cộng thêm《Tây Du Ký II》được phát lại vào khung giờ khuya, tần suất lên sóng cao của Lê Diệu Tường đã tạo nên tiếng vang lớn. Nhưng việc này cũng phản ánh sự thiếu hụt diễn viên của TVB, dẫn đến việc Lê Diệu Tường phải xuất hiện lặp đi lặp lại ở nhiều khung giờ.
Những năm gần đây, anh không ngừng thử sức với nhiều vai diễn mới. Bộ phim《Sát thủ》anh nhận lời quay năm 2018 đã được lên sóng vào tháng 6/2020, tuy Lê Diệu Tường vào vai một tên sát thủ đã hết thời nhưng trong phim vẫn có nhiều cảnh hành động, anh đã vì bộ phim này mà tập luyện lại thể hình của mình, cuối cùng còn tập thành cơ bụng sáu múi. Vai diễn này đã mang về cho anh giải thưởng "Nam diễn viên thể hiện xuất sắc nhất" tại Liên hoan phim Điện ảnh và Truyền hình quốc tế New York.

### Cơ hội phát triển triển bên ngoài giới phim ảnh Hồng Kông
Đứng trước xu thế "Bắc thượng" của các diễn viên Hồng Kông và với danh tiếng đang tăng vọt, Lê Diệu Tường cũng nhận được nhiều lời mời sang đại lục đóng phim, một trong số đó là vai diễn Chung Quỳ . Nhưng vì nhiều lý do như gia đình và tính cách cá nhân, anh đã gác lại dự định về kế hoạch này. Về phía TVB, Lê Diệu Tường từng được mời làm người dẫn chương trình cho một game show, nhưng anh đã từ chối lòng tốt của công ty vì muốn tập trung cho công việc diễn xuất. Ngoài ra Trương Diệu Vinh cũng từng đề nghị anh mở một tour hòa nhạc, nhưng cuối cùng vì chú trọng việc đóng phim hơn nên cũng không thể tiến hành. Tháng 4 năm 2012, sau khi quay liên tục hai bộ《Tạo vương giả》và《Đại thái giám》, anh đã tham gia ghi hình chương trình du lịch《Happy Map》và tận dụng chuyến đi 10 ngày này để sang Hàn Quốc nghỉ ngơi một thời gian ngắn, sau đó lập tức trở về Hồng Kông chuẩn bị quay《Thần thám Cao Luân Bố》. Vào tháng 10 năm 2012, anh sang Malaysia để quay phim điện ảnh《Cái thế anh hùng》, vào vai bang chủ Cái Bang thời hiện đại, là một bộ phim kết hợp giữa võ thuật và hài kịch. Năm 2013 bộ phim này đã được công chiếu ở cả Malaysia, Hồng Kông và Singapore.
Mặt khác, Lê Diệu Tường cũng trở lại diễn xuất ở lĩnh vực kịch sân khấu. Tháng 11 năm 2014, anh đã tham gia vở nhạc kịch《Tinh hải lưu ngân》của biên kịch Đỗ Cao Uy, nội dung xoay quanh câu chuyện có thật về nhà soạn nhạc huyền thoại và là ngôi sao ca kịch Quảng Đông - Vương Tâm Phàm, đây cũng là nhân vật mà Lê Diệu Tường thủ vai. Tính cả 3 buổi diễn bổ sung, vở kịch này đã được trình diễn 13 đêm tại nhà hát Tân Quang. Vào tháng 4 năm 2017, Lê Diệu Tường lại tham gia vở nhạc kịch 5D "Phong vân", lần thứ hai đóng vai Nê Bồ Tát từ sau bộ phim《Phong Vân: Hùng bá thiên hạ》năm 1998.
Năm 2019, Lê Diệu Tường sang đại lục đóng phim《Phượng dịch》(Truyền thuyết phượng hoàng) cùng với các diễn viên trẻ như Từ Chính Khê, Hà Hoằng San và đã để lại dấu ấn nổi bật với nhân vật Lãng Khôn, nhận được nhiều lời đánh giá cao của khán giả.

### Trở ngại đột phá
Những năm gần đây, Lê Diệu Tường luôn cảm thấy mình bị trì trệ, biểu hiện không có gì đột phá. Cuối năm 2013 đến đầu năm 2014 anh được mời tham gia vở kịch《Tinh hải lưu ngân》, khi được phỏng vấn Lê Diệu Tường đã nói hy vọng sẽ tìm ra những hướng đi mới và những tác động mới, từ đó kích thích con đường diễn xuất của mình tiếp tục. Anh cũng đặt ra cho mình mục tiêu là khám phá thêm nhiều phương pháp diễn xuất và những suy nghĩ về nghệ thuật biểu diễn khác nhau.
Vào tháng 4 năm 2018, anh bắt đầu "Bắc thượng" để phát triển và chuyển từ hợp đồng cơ bản sang dạng hợp đồng hợp tác từng đầu phim với TVB, mức độ tự do đã linh hoạt hơn trước.
Hợp đồng ban đầu ký với TVB vốn sẽ hết hạn vào tháng 5 năm 2019, họ cũng bày tỏ ý định không gia hạn hợp đồng, tuy nhiên trong một cuộc phỏng vấn hồi tháng 4, Lê Diệu Tường đã tiết lộ công ty thành tâm đưa ra các điều khoản có lợi để giữ chân anh, điều này khiến anh rất cảm động nên cuối cùng đã quyết định tiếp tục ở lại.

## Tác phẩm phim ảnh[62][63]

### Phim truyền hình

#### TVB
| Năm phát sóng | Tên phim gốc             | Tên phim gốc                              | Tên phim tiếng Việt                                    | Vai diễn                                                                  | Ghi chú                            |
| ------------- | ------------------------ | ----------------------------------------- | ------------------------------------------------------ | ------------------------------------------------------------------------- | ---------------------------------- |
| 1986          | 绿卡何价                 |                                           | Lục tạp hà giới                                        |                                                                           | Quần chúng                         |
| 1986          | 真命天子                 | Heir To The Throne Is...                  | Chân mạng thiên tử                                     | Ngự trù                                                                   | Quần chúng                         |
| 1986          | 达摩                     | Dharma                                    | Đạt Ma                                                 |                                                                           | Quần chúng                         |
| 1986          | 赤脚绅士                 | The Superlative Affections                | Vượt qua số phận                                       |                                                                           | Quần chúng                         |
| 1986          | 倚天屠龙记               | The New Heaven Sword and the Dragon Sabre | Cô gái Đồ Long                                         | Tướng quân                                                                | Quần chúng                         |
| 1986          | 英雄故事                 | Turn Around and Die                       | Câu chuyện anh hùng                                    |                                                                           | Quần chúng                         |
| 1986          | 黄大仙                   | The Legend of Wong Tai Sin                | Huỳnh Đại Tiên                                         | Thái giám                                                                 | Quần chúng                         |
| 1986          | 屈原                     | Dismayed Patriot -TheQuYuan               | Khuất Nguyên                                           |                                                                           | Quần chúng                         |
| 1986          | 林冲                     | The Unyielding Master Lim                 | Lâm Xung                                               |                                                                           | Quần chúng                         |
| 1986          | 神剑魔刀                 | Blood-Stained Intrigue                    | Đao tiên kiếm thánh                                    |                                                                           | Quần chúng                         |
| 1986          | 孖宝太子                 | The Twin Heirs                            | Thái tử sanh đôi                                       |                                                                           | Quần chúng                         |
| 1986          | 流氓大亨                 | The Feud of Two Brothers                  | Triệu phú lưu manh                                     | Bạn học của Phương Học Nhân Thí sinh cuộc thi ca hát MC bữa tiệc từ thiện | Quần chúng                         |
| 1986          | 贼公阿牛                 | The Ordeal Before The Revolution          | Truyền kỳ tiểu tử (Tặc công A Ngưu)                    | Diệp Văn                                                                  | Quần chúng                         |
| 1986          | 黄金十                   | The Turbulent Decade                      | Mười năm vàng son                                      |                                                                           | Quần chúng                         |
| 1986          | 神勇CID                  | Siblings of Vice and Virtue               | Trí dũng thần thám                                     |                                                                           | Quần chúng                         |
| 1986          | 银色旅途                 | Movie Maze                                | Ngân sắc lữ đồ                                         | Chạy vặt trong đoàn phim                                                  | Quần chúng                         |
| 1986          | 香港八六                 | Hong Kong' 86                             | Hương Cảng 86                                          |                                                                           | Quần chúng                         |
| 1987          | 书剑恩仇录               | The Book and the Sword                    | Thư kiếm ân cừu lục                                    | Mạnh Kiện Hùng                                                            | Quần chúng                         |
| 1987          | 时来运到                 | The Making Of A Gentleman                 | Thời lai vận đáo                                       |                                                                           | Quần chúng                         |
| 1987          | 大城小子                 | The Greenhorns                            | Đại thành tiểu tử                                      | Bạn học của Cốc Tiểu Nhã                                                  | Quần chúng                         |
| 1987          | 北斗前锋                 | Beastly Beings                            | Bắc Đẩu tiền phong                                     |                                                                           | Quần chúng                         |
| 1987          | 大明群英                 | Born to Be a King                         | Tranh giành ngôi báu                                   |                                                                           | Quần chúng                         |
| 1987          | 季节                     | The Seasons                               | Quý tiết                                               | A Vinh (Em họ của Bội)                                                    | Quần chúng                         |
| 1987          | 天龙神剑                 | The Dragon Sword                          | Thiên long thần kiếm                                   | Giả mạo tứ đại chưởng môn (tập 8)                                         | Quần chúng                         |
| 1987          | 杜心五                   | Fate Takes A Hand                         | Anh hùng Đỗ Tâm Ngũ                                    | Sơ Cửu                                                                    | Quần chúng                         |
| 1987          | 生命之旅                 | The Price Of Growing Up                   | Sinh mệnh chi lữ                                       | Nhân viên bảo an ở khách sạn Hoàng Thất (tập 17)                          | Quần chúng                         |
| 1988          | 太平天国                 | Twilight of a Nation                      | Thái Bình Thiên Quốc                                   | Đệ tử Dân thường Tướng quân                                               | Quần chúng                         |
| 1988          | 名门                     | Withered in the Wind                      | Danh môn                                               |                                                                           | Quần chúng                         |
| 1988          | 阿德也疯狂               | The Tribulation of Life                   | Sinh tồn cạnh tranh                                    |                                                                           | Quần chúng                         |
| 1988          | 绝代双骄                 | Two Most Honorable Knights                | Tuyệt đại song kiêu                                    |                                                                           | Quần chúng                         |
| 1988          | 大茶园                   | Fate Cast in the Wind                     | Đại trà viên                                           | Kim Phúc                                                                  | Quần chúng                         |
| 1988          | 都市方程式               | Everybody's Somebody's Favourite          | Phương trình đô thị                                    | Lâm Vĩ Cường                                                              | Quần chúng                         |
| 1988          | 老子万岁                 | Four of A Kind                            | Tình cha nuôi                                          |                                                                           | Quần chúng                         |
| 1988          | 誓不低头                 | The Final Verdict                         | Thề không cúi đầu                                      | Raymond                                                                   | Quần chúng                         |
| 1988          | 飞跃霓裳                 | A Friend in Need                          | Phi dược nghê thường                                   |                                                                           | Quần chúng                         |
| 1988          | 奇门鬼谷                 | Kay Moon Gwai Guk                         | Kỳ môn quỷ cốc                                         | Đệ tử môn phái                                                            | Quần chúng                         |
| 1989          | 侠客行                   | Where Heroes Dare                         | Hiệp khách hành                                        | Đệ tử phái Tuyết Sơn                                                      | Quần chúng                         |
| 1989          | 天涯歌女                 | Song Bird                                 | Đời ca nữ                                              | Chu Gia Hào                                                               | Quần chúng                         |
| 1989          | 他来自江湖               | The Justice of Life                       | Cuộc sống công bằng (Dừng bước giang hồ)               | A Tùng（tập 27 - 28）                                                     | Quần chúng                         |
| 1989          | 飞虎群英                 | Flying Squads                             | Phi Hổ quần anh                                        |                                                                           | Quần chúng                         |
| 1989          | 人海虎鲨                 | Greed                                     | Phone triều chứng khoán                                |                                                                           | Quần chúng                         |
| 1989          | 末代天师                 | The Vampire Strikes Again                 | Mạt thế thiên sư                                       |                                                                           | Quần chúng                         |
| 1989          | 万家传说                 | The Vixen's Tale                          | Truyền thuyết Vạn gia                                  | Lý Đức Phúc                                                               | Quần chúng                         |
| 1989          | 摩登小宝                 |                                           | Ma đăng tiểu bảo                                       |                                                                           | Quần chúng                         |
| 1989          | 豪情                     |                                           | Hào tình                                               |                                                                           | Quần chúng                         |
| 1989          | 决战皇城                 | The Sword And The Sabre                   | Quyết chiến hoàng thành                                |                                                                           | Quần chúng                         |
| 1989          | 无冕急先锋               | File Noir                                 | Phóng viên hào hùng                                    | Cảnh sát tổ trọng án Mãnh Huy (tập 3)                                     | Quần chúng                         |
| 1989          | 上海大风暴               | Shanghai storm                            | Gió bão vùng Thượng Hải                                | Cảnh sát                                                                  | Quần chúng                         |
| 1989          | 我爱俏冤家               | I love Amy                                | Tôi yêu tiểu oan gia                                   |                                                                           | Quần chúng                         |
| 1989          | 婆妈女婿                 | My Son-In-Law                             | Má vợ và con rể                                        | Đại sư huynh (đồng nghiệp của Ngô Dĩnh Nhân)                              | Nam phụ                            |
| 1990          | 自梳女                   | Silken Hands                              | Duyên nợ tình xa                                       | Phùng Ngưu Căn                                                            | Nam phụ                            |
| 1990          | 燃烧岁月                 | A Time of Taste                           | Nhiên thiêu tuế nguyệt                                 | Lương Hữu Tài                                                             | Nam phụ                            |
| 1990          | 我本善良                 | Blood Of Good And Evil                    | Giọt máu thiện ác                                      | Tịch Hà                                                                   | Nam phụ                            |
| 1990          | 水乡危情                 | A World Apart                             | Nguy tình di hương                                     |                                                                           | Nam phụ                            |
| 1990          | 茶煲世家                 | Three In A Family                         | Chị vợ náo loạn vợ chồng son                           | Trình Tử Nam                                                              | Nam phụ                            |
| 1990          | 人在边缘                 | The Challenge of Life                     | Người nơi biên giới                                    | Trương Á Lãng (Gián Con)                                                  | Nam phụ                            |
| 1991          | 男人勿近                 | A Tale of One City                        | Chuyện tình đôi ta                                     | Hứa Thần Tham                                                             | Nam phụ                            |
| 1991          | 蓝色风暴                 | The Survivor                              | Phong bạo màu xanh                                     | Thạch Chí Cơ                                                              | Nam phụ                            |
| 1991          | 大家族                   | Big Family                                | Đại gia tộc                                            | Trần Hoan Hân                                                             | Nam phụ                            |
| 1991          | 情陷特区                 | Land of Glory                             | Cạm bẫy tình yêu                                       | Giang Khôn Lai                                                            | Nam phụ                            |
| 1991          | 梦里伊人                 | Live for Life                             | Người tình trong mộng                                  | Âu Triệu Giai                                                             | Nam phụ                            |
| 1991          | 漂白英雄                 | Rainbow                                   | Anh hùng phiêu bạt                                     | D Lớn                                                                     | Nam phụ                            |
| 1991          | 边城浪子                 | The Black Sabre                           | Biên thành lãng tử (quay năm 1989)                     | A Tường (bán món canh chua)                                               | Quần chúng                         |
| 1991          | 黄土恩情                 |                                           | Hoàng thổ ân tình                                      | Cát Tường                                                                 | Nam phụ                            |
| 1991          | 干探群英                 | The Crime File                            | Hồ sơ tội lỗi (Trinh sát hành động)                    | Mã Niên Minh                                                              | Vai chính trong vụ án              |
| 1991          | 今生无悔                 | The Breaking Point                        | Tiêu điểm gãy                                          | A Xương                                                                   | Nam phụ                            |
| 1992          | 水浒英雄传               | Story of the Water Margin                 | Anh hùng truyền thuyết                                 | Nguyễn Tiểu Thất                                                          | Nam phụ                            |
| 1992          | 中神通王重阳             | Rage and Passion                          | Trung thần thông Vương Trùng Dương                     | Châu Bá Thông                                                             | Nam phụ                            |
| 1992          | 壹号皇庭                 | The File of Justice                       | Hồ sơ công lý                                          | Lý Chí Lập                                                                | Vai chính trong vụ án              |
| 1992          | 极度空灵                 | Tales from Beyond                         | Chuyện từ thế giới bên kia                             |                                                                           | Quần chúng                         |
| 1993          | 龙兄鼠弟                 | The Edge of Righteousness                 | Truy nhật hào hùng                                     | Richard                                                                   | Quần chúng                         |
| 1993          | 魔刀侠情                 | All About Tin                             | Ma đao hiệp tình                                       | Lục Dã Yên                                                                | Nam phụ                            |
| 1993          | 金牙大状                 | Man of Wisdom                             | Kim Nha đại trạng sư                                   | Lý Liên Anh                                                               | Nam phụ                            |
| 1993          | 壹号皇庭II               | The File of Justice II                    | Hồ sơ công lý II                                       | Hồng Chấn Đông (Andy)                                                     | Vai chính trong vụ án              |
| 1993          | 大头绿衣斗僵尸           | The Vampire Returns                       | Cương thi tái thế                                      | Trương Nam Kinh                                                           | Nam thứ chính                      |
| 1994          | 豪门插班生               | Filthy Rich                               | Kẻ giàu có bần tiện                                    | Mao Khắc Cần                                                              | Nam phụ                            |
| 1994          | 笑看风云                 | Instinct                                  | Bản năng                                               | Luật sư Phan                                                              | Quần chúng                         |
| 1994          | 壹号皇庭III              | The File of Justice III                   | Hồ sơ công lý III                                      | Dương Bỉnh                                                                | Vai chính trong vụ án              |
| 1994          | 廉政行动1994             | ICAC Investigators 1994                   | ICAC 1994                                              | Tạ Minh An                                                                | Vai chính trong vụ án              |
| 1994          | 射雕英雄传               | The Legend of the Condor Heroes           | Anh hùng xạ điêu                                       | Châu Bá Thông                                                             | Nam phụ                            |
| 1994          | 千岁情人                 | Eternity                                  | Người yêu muôn thuở                                    | A Đông                                                                    | Quần chúng                         |
| 1994          | 新重案传真               | Crime and Passion                         | Trọng án truyền kỳ                                     | Uông Bách Tường                                                           | Nam phụ                            |
| 1994          | 黄浦倾情                 | Remembrance                               | Mối tình Thượng Hải                                    | Chu Quốc Xương                                                            | Nam phụ                            |
| 1994          | 射雕英雄传之南帝北丐     | The Condor Heroes Return                  | Anh hùng xạ điêu: Nam Đế Bắc Cái                       | Châu Bá Thông                                                             | Nam phụ                            |
| 1994          | 侠女游龙                 | The Last Conquest                         | Giang sơn mỹ nhân                                      | Trương Kỳ                                                                 | Nam phụ                            |
| 1994          | 不可思议星期二（第二辑） | Twilight Tubes II                         | Không thể tưởng tượng                                  | Phát ca                                                                   | Vai chính trong vụ án              |
| 1994          | 惊心都市                 | Passion Among Us                          | Đô thị kinh hoàng                                      | Lý Quốc Trụ                                                               | Vai phụ trong vụ án                |
| 1995          | 刑事侦缉档案II           | Detective Investigation Files II          | Hồ sơ trinh sát II                                     | Hà Thành Tài                                                              | Vai chính trong vụ án              |
| 1995          | 壹号皇庭IV               | The File of Justice IV                    | Hồ sơ công lý IV                                       | Khâu Vĩnh Kiện (Anthony)                                                  | Nam phụ                            |
| 1995          | 神雕侠侣                 | The Return of the Condor Heroes           | Thần điêu đại hiệp                                     | Châu Bá Thông                                                             | Nam phụ                            |
| 1995          | 娱乐插班生               | From Act to Act                           | Cuộc đời diễn viên                                     | Hà Quốc Bảo                                                               | Nam phụ                            |
| 1995          | 水饺皇后                 | To Love With Love                         | Gửi trọn tình yêu                                      | Đặng Nãi Cường                                                            | Nam phụ                            |
| 1995          | 包青天                   | Justice Pao                               | Bao Thanh Thiên                                        | Dương Hiểu Lam                                                            | Vai chính trong vụ án              |
| 1995          | 金牙大状II               | Man of Wisdom II                          | Kim Nha đại trạng sư II                                | Lý Liên Anh                                                               | Nam phụ                            |
| 1996          | 有肥人终成眷属           | In the Name of Love                       | Chàng mập nghĩa tình                                   | A Tường                                                                   | Nam phụ                            |
| 1996          | 西游记                   | Journey to the West                       | Tây Du Ký                                              | Trư Bát Giới (Ngộ Năng)                                                   | Nam thứ chính                      |
| 1996          | 缉私群英                 | Nothing to Declare                        | Đội chống buôn lậu                                     | Tô Đông                                                                   | Nam phụ                            |
| 1996          | 笑傲江湖                 | State of Divinity                         | Tiếu ngạo giang hồ                                     | Lưu Chính Phong                                                           | Nam phụ                            |
| 1997          | 乐坛插班生               | Show Time Blues                           | Sân khấu muôn màu                                      | Lư Chí Tân                                                                | Nam thứ chính                      |
| 1997          | 香港人在广州             | A Road and a Will                         | Người Hồng Kông trên đất Quảng Châu                    | Ngô Kiên Nghị                                                             | Nam thứ chính                      |
| 1997          | 壹号皇庭V                | The File of Justice V                     | Hồ sơ công lý V                                        | Khâu Vĩnh Kiện (Anthony)                                                  | Nam phụ                            |
| 1997          | 美味天王                 | A Recipe for the Heart                    | Mỹ vị thiên vương                                      | Đại Xà Xuân                                                               | Cameo                              |
| 1998          | 西游记（贰）             | Journey to the West II                    | Tây Du Ký II                                           | Trư Bát Giới (Ngộ Năng)                                                   | Nam thứ chính                      |
| 1998          | 缘来没法挡               | A Measure of Love                         | Duyên nợ                                               | Lâm Vĩnh Thanh                                                            | Nam phụ                            |
| 1999          | 反黑先锋                 | Anti-Crime Squad                          | Lực lượng đặc biệt                                     | Hạ Phi Phàm                                                               | Nam phụ                            |
| 2001          | 新楚留香                 | The New Adventures of Chor Lau-heung      | Tân Sở Lưu Hương (mua về phát sóng)                    | Hồ Thiết Hoa                                                              | Nam phụ                            |
| 2003          | 非常外父                 | The Driving Power                         | Ông bố vợ                                              | Lạc Cẩu Kỷ                                                                | Nam phụ                            |
| 2003          | 俗世情真                 | Seed of Hope                              | Hạt giống hy vọng                                      | Liêu Chí Cần                                                              | Nam phụ                            |
| 2004          | 楚汉骄雄                 | The Conqueror's Story                     | Hán Sở kiêu hùng                                       | Hàn Tín                                                                   | Nam phụ                            |
| 2004          | 足秤老婆八両夫           | To Love with No Regrets                   | Chồng tám lạng vợ đủ cân                               | Dư Cổ                                                                     | Nam phụ                            |
| 2004          | 廉政行动2004             | ICAC Investigators                        | ICAC 2004                                              | Hà Phát                                                                   | Vai chính trong vụ án              |
| 2005          | 识法代言人               | When Rules Turn Loose                     | Người phát ngôn giỏi luật                              | Hùng Chí Đạt (Raymond)                                                    | Nam phụ                            |
| 2005          | 翻新大少                 | Hidden Treasures                          | Mưu sinh                                               | Quan Bính Nhân (Eason)                                                    | Nam phụ                            |
| 2005          | 开心宾馆                 | Fantasy Hotel                             | Khách sạn vui vẻ                                       | Hàn Sơn                                                                   | Nam thứ chính                      |
| 2005          | 秀才遇著兵               | The Gentle Crackdown                      | Mưu dũng kỳ phùng                                      | Sử Kỳ Vượng                                                               | Nam thứ chính                      |
| 2005          | 同捞同煲                 | Scavengers' Paradise                      | Đường đến thiên đàng                                   | Tạ Quân Miên                                                              | Nam phụ                            |
| 2005          | 奇幻潮之地狱阶梯         | The Zone                                  | Câu chuyện huyền ảo                                    | Lâm Chí Văn / Vương Nghị Tín                                              | Vai chính (tập Cầu thang địa ngục) |
| 2006          | 谜情家族                 | Greed Mask                                | Bí mật gia tộc                                         | Âu Văn Vỹ (Raymond)                                                       | Nam phụ                            |
| 2006          | 飞短留长父子兵           | Trimming Success                          | Vượt lên chính mình                                    | Hà Tổ Thăng (Johnny)                                                      | Nam phụ                            |
| 2006          | 铁血保镖                 | Safe Guards                               | Nối nghiệp                                             | Thượng Trung / Thượng Võ                                                  | Nam phụ                            |
| 2007          | 舞动全城                 | Steps                                     | Bước nhảy                                              | Lý Lực Cường                                                              | Nam phụ                            |
| 2007          | 强剑                     | Devil's Disciples                         | Cường kiếm                                             | Phương Đông Vô Nhai                                                       | Nam phụ                            |
| 2007          | 同事三分亲               | Best Selling Secrets                      | Quan hệ đồng nghiệp                                    | Nguyễn Văn Xương                                                          | Nam phụ                            |
| 2007          | 迎妻接福                 | Best Bet                                  | Rước vợ đón lộc                                        | Tăng Đức Thắng                                                            | Nam phụ                            |
| 2008          | 秀才爱上兵               | The Gentle Crackdown II                   | Mưu dũng kỳ phùng II                                   | Đới Tòng Văn / Đới Tòng Võ                                                | Nam thứ chính                      |
| 2008          | 毕打自己人               | Off Pedder                                | Tình đồng nghiệp                                       | Dư Gia Thăng                                                              | Nam chính                          |
| 2008          | 溏心风暴之家好月圆       | Moonlight Resonance                       | Sức mạnh tình thân                                     | Niên Tử Dũng (Nhân hạt sen)                                               | Nam phụ                            |
| 2008          | Click入黄金屋            | Pages of Treasures                        | Thế giới ảo                                            | Phương Tâm Minh                                                           | Song nam chính                     |
| 2009          | 巾帼枭雄                 | Rosy Business                             | Xứng danh tài nữ                                       | Sài Cửu                                                                   | Nam chính                          |
| 2010          | 秋香怒点唐伯虎           | In the Eye of the Beholder                | Thu Hương và Đường Bá Hổ                               | Vương Thái Bạch                                                           | Khách mời đặc biệt                 |
| 2010          | 天天天晴                 | Some Day                                  | Cuộc đời tươi đẹp                                      | Minh Thế An                                                               | Nam chính                          |
| 2010          | 巾帼枭雄之义海豪情       | No Regrets                                | Nghĩa Hải Hào Tình                                     | Lưu Tỉnh                                                                  | Nam chính                          |
| 2011          | 法证先锋III              | Forensics Heroes III                      | Bằng chứng thép III                                    | Bố Quốc Đống (sếp Pro)                                                    | Nam chính                          |
| 2012          | 盛世仁杰                 | The Greatness of a Hero                   | Tranh quyền đoạt vị (quay năm 2008)                    | Võ Thừa Tự (Ngụy vương)                                                   | Nam thứ chính                      |
| 2012          | 造王者                   | King Maker                                | Tạo vương giả                                          | Dư Tĩnh                                                                   | Nam chính                          |
| 2012          | 大太监                   | The Confidant                             | Đại thái giám                                          | Lý Liên Anh (Lý công công, Tiểu Lý Tử)                                    | Nam chính                          |
| 2013          | 神探高伦布               | Bullet Brain                              | Thần thám Cao Luân Bố                                  | Cao Luân Bố                                                               | Nam chính                          |
| 2013          | 法外风云                 | Will Power                                | Pháp ngoại phong vân                                   | Dư Anh Vỹ (Wilson)                                                        | Nam chính                          |
| 2014          | 载得有情人               | Rear Mirror                               | Tái đắc hữu tình nhân (Rào cản tình yêu)               | Kỳ Dật Thăng (Sunday)                                                     | Nam chính                          |
| 2014          | 名门暗战                 | Overachievers                             | Danh môn ám chiến (Đứa con ngoại tộc)                  | Tưởng Nguyên (Mike)                                                       | Nam chính                          |
| 2015          | 风云天地                 | Master of Destiny                         | Phong vân thiên địa                                    | Tào Vân Hán                                                               | Khách mời đặc biệt                 |
| 2015          | 无双谱                   | Under the Veil                            | Vô song phổ                                            | Chu Nhĩ Đán / Hạn Thiên Lôi                                               | Nam chính                          |
| 2015          | 枭雄                     | Lord of Shanghai                          | Kiêu hùng                                              | Cung Khiếu Sơn                                                            | Nam thứ chính                      |
| 2016          | 公公出宫                 | Short End of the Stick                    | Công công xuất cung                                    | Lý Thúc Cung                                                              | Nam chính                          |
| 2016          | 爱·回家之八时入席        | Come Home Love: Dinner at 8               | Mái ấm gia đình III (Ái hồi gia chi Bát thì nhập tịch) | Cổ Hiểu Thần                                                              | Nam chính                          |
| 2016          | 巾帼枭雄之谍血长天       | No Reserve                                | Điệp huyết trường thiên                                | Giang Hồng / Giang Thượng Hồng                                            | Nam chính                          |
| 2017          | 财神驾到                 | May Fortune Smile On You                  | Thần tài giá đáo                                       | Mai Tái Càn                                                               | Nam chính                          |
| 2018          | 逆缘                     | Daddy Cool                                | Nghịch duyên                                           | Hạ Vĩnh Niên                                                              | Nam chính                          |
| 2020          | 杀手                     | Death by Zero                             | Sát thủ (quay năm 2018)                                | Diêm Võ                                                                   | Nam chính                          |
| 2021          | 拳王                     | The Ringmaster                            | Quyền vương 2021 (quay năm 2020)                       | Thạch Ngạo Sơn                                                            | Nam chính                          |
| Dự kiến       | 巾帼枭雄IV               |                                           | Cân Quắc Kiêu Hùng IV                                  |                                                                           | Nam chính                          |

#### ATV
| Năm phát sóng | Tên phim gốc       | Tên phim gốc        | Tên phim tiếng Việt                     | Vai diễn           |
| ------------- | ------------------ | ------------------- | --------------------------------------- | ------------------ |
| 1992          | 廉政行动之卧虎藏龙 | ICAC Channel        | Liêm chính hành động: Ngọa hổ tàng long | Thám tử            |
| 2000          | 电视风云           | Battlefield Network | Đài truyền hình phong vân               | Phương Thiệu Cường |
| 2000          | 影城大亨           | Showbiz Tycoon      | Ảnh thành bá chủ                        | Hạ Chí Tường       |
| 2000          | 香港一家人         |                     | Hương Cảng một nhà                      |                    |
| 2001          | 骚东坡             | The Poet Su Dong Po | Tài tử Tô Đông Pha                      | Trần Quý Thường    |
| 2002          | 法内情2002         | Law 2002            | Nội tình pháp luật                      | Luật sư Phan       |
| 2011          | 上海滩之侠医传奇   | Shanghai Legend     | Anh hùng bến Thượng Hải                 | Từ Phúc            |

#### Khác
| Năm phát sóng | Tên phim gốc   | Tên phim gốc          | Tên phim tiếng Việt  | Vai diễn      | Ghi chú                                                                             |
| ------------- | -------------- | --------------------- | -------------------- | ------------- | ----------------------------------------------------------------------------------- |
| 1994          | 地久天长       |                       | Địa cửu thiên trường | Trương Quý Tử | Quỹ phát thanh và truyền hình Đài Loan                                              |
| 1992          | 碧海风云       |                       | Bích hải phong vân   |               | Đài truyền hình HVD của Malaysia                                                    |
| 1998          | 普通话亲子剧场 | Postcast One 1998     |                      | Ngài Qua      | Radio RTHK                                                                          |
| 2019          | 凤弈           | Legend of the Phoenix | Phượng dịch          | Lãng Khôn     | Trung Quốc sản xuất, tham gia diễn bản gốc và lồng tiếng khi được chiếu ở Hồng Kông |
| 2021          | 行运神探       |                       | Thám tử may mắn      | Hà Chính Long | Phim chiếu mạng phát sóng độc quyền trên trang Sohu                                 |

### Phim điện ảnh[65]
| Năm phát sóng | Tên phim gốc        | Tên phim gốc                        | Tên phim tiếng Việt                     | Vai diễn                                         |
| ------------- | ------------------- | ----------------------------------- | --------------------------------------- | ------------------------------------------------ |
| 1994          | 飞虎雄心            | The Final Option                    |                                         | Cảnh sát giao thông                              |
| 1994          | 玛莉的抉择          | Mary's Choice                       |                                         | Paul                                             |
| 1994          | 沙甸鱼杀人事件      | Mr. Sardine                         |                                         | Quản lý siêu thị                                 |
| 1995          | 胭花泪              | Tears of Butterflies                | Yên hoa lệ                              | Trình Phong                                      |
| 1997          | 爱您爱到杀死您      | Killing Me Tenderly                 | Yêu em yêu đến giết chết em             | Dã Li                                            |
| 1997          | 阴阳路之我在你左右  | Troublesome Night 2                 | Âm dương lộ 2                           | Bobby                                            |
| 1997          | 恐怖鸡              | Intruder                            | Khủng bố kê                             | Trần Khải Minh                                   |
| 1997          | 猛鬼卡拉ok          | Haunted Karaoke                     |                                         | Cánh Gà                                          |
| 1997          | 天地雄心            | Armageddon                          | Thiên địa hùng tâm                      | Anh Toàn                                         |
| 1997          | 精装难兄难弟        | Those Were the Days                 |                                         | Shipper giao thức ăn                             |
| 1998          | 榕树头讲鬼          | A Long and Forgotten Ghost Story    | Ngoài cây dong có ma                    | Thi Phú Quý                                      |
| 1998          | 生化寿尸            | Bio-Zombie                          | Xác sống sinh hóa                       | Lạn Nha Câu (anh Câu)                            |
| 1998          | 风云之雄霸天下      | Storm Riders                        | Phong vân: Hùng bá thiên hạ             | Nê Bồ Tát                                        |
| 1998          | 亚李爸爸‧两个大盗   | F***/Off                            |                                         | Lư lão                                           |
| 1998          | 杀手再培训          | A Killer's Expiry Date              |                                         | Trương Thế Điển                                  |
| 1998          | 魑魅魍魉 魑魅魍魎   | Nightmare Zone                      |                                         |                                                  |
| 1998          | 青春援助交际        | PR Girls                            |                                         | David                                            |
| 1998          | 风流三壮士          | The Three Lustketeers               |                                         | Lê Lộ Tường (Tường Gay)                          |
| 1999          | 自杀前14天          | 14 Days Before Suicide              |                                         | Ngũ tiên sinh                                    |
| 1999          | 目露凶光            | The Victim                          | Mục lộ hung quang                       |                                                  |
| 1999          | 阴阳路4之与鬼同行   | Troublesome Night 4                 | Âm dương lộ 4                           |                                                  |
| 1999          | 阴阳路5之一见发财   | Troublesome Night 5                 | Âm dương lộ 5                           |                                                  |
| 1999          | 阴阳路6之凶周刊     | Troublesome Night 6                 | Âm dương lộ 6                           | Anh Lê                                           |
| 1999          | 鬼请你睇戏          | Last Ghost Standing                 | Rạp hát ma                              | Anh Tường (người bán hàng)                       |
| 1999          | 再见阿郎            | Where A Good Man Goes               | Ân oán tình thù                         |                                                  |
| 1999          | 失业皇帝            | Afraid of Nothing, the Jobless King |                                         | Nhân viên xưởng thuốc La Bạt Thần                |
| 1999          | 爆裂刑警            | Bullets Over Summer                 | Bạo liệt hình cảnh                      | Thạch Kiên                                       |
| 2000          | 阴风耳              | Sound from the Dark                 |                                         |                                                  |
| 2000          | 阴阳路7之撞到正     | Troublesome Night 7                 | Âm dương lộ 7                           |                                                  |
| 2000          | 特警新人类          | Gen-X Cops                          | Đặc cảnh tân nhân loại                  | Thanh tra cao cấp của chi nhánh tình báo hình sự |
| 2000          | 野兽童党            | Hong Kong History X                 |                                         |                                                  |
| 2000          | 网上怪谈            | 990714.com                          | Chuyện lạ trên mạng                     |                                                  |
| 2000          | 救姜刑警            | Clean My Name, Mr. Coroner!         |                                         | Tài xế taxi                                      |
| 2001          | 头号人物            | Headlines                           |                                         | Sếp Mạch                                         |
| 2001          | 情迷猪骨煲          | Crazy for Pig Bone in Pot           |                                         |                                                  |
| 2001          | 赶尸先生            | Vampire Controller                  |                                         | Giáo sư Mao (Mao Mao)                            |
| 2001          | 幽灵人间            | Visible Secret                      | Nhân gian u hồn                         | Lư An Đạt                                        |
| 2001          | 陌路相逢            | Strangers Meet on the Way           |                                         | A Phát                                           |
| 2001          | 15岁半              |                                     | 15 tuổi rưỡi                            | Sếp Trần                                         |
| 2001          | 窗外闪烁的音符      | Window Flashing                     |                                         | Đại Hùng                                         |
| 2001          | 老夫子 2001         | Old Master Q 2001                   |                                         | Willy                                            |
| 2001          | 烹尸之丧尽天良      |                                     | Nấu xác                                 | Hạc                                              |
| 2001          | 阴阳路9之命转乾坤   | Troublesome Night 9                 | Âm dương lộ 9                           |                                                  |
| 2001          | 阴阳路10之宣言咒    | Troublesome Night 10                | Âm dương lộ 10                          |                                                  |
| 2002          | 悭钱家族            | Frugal Game                         | Gia tộc tiết kiệm                       | Lê Tiểu Tường                                    |
| 2002          | 山村老尸III恶灵缠身 | A Wicked Ghost III: The Possession  | Lời nguyền ma xó                        |                                                  |
| 2002          | 绝密档案之人间蒸发  | Sudden Vanished                     | Hồ sơ tuyệt mật: Bốc hơi khỏi nhân gian | Cao Sâm Dương (Sam)                              |
| 2002          | 绝密档案之迷失世界  | The Lost World                      | Hồ sơ tuyệt mật: Thế giới mất tích      | Cao Sâm Dương (Sam)                              |
| 2002          | 一屋贪钱人          | Money Suckers                       |                                         | Lê Tiểu Tường                                    |
| 2002          | 现代灰姑娘          | Macau Cinderella                    |                                         | Hồ A Cửu (La Anh Đông)                           |
| 2002          | 非常凶姐            | The Stewardess                      |                                         |                                                  |
| 2002          | 当男人变成女人      | Women From Mars                     |                                         | Phong Phong                                      |
| 2002          | 怪婴魔魂            | Dangerous Baby                      |                                         |                                                  |
| 2003          | 低一点的天空        | Happy Go Lucky                      | Người khuyết tật                        | Chu Quốc Tường (Tế Lộ Tường)                     |
| 2003          | 心跳                | Heartbeat                           |                                         | A Sâm                                            |
| 2003          | 私家秘密处女        |                                     |                                         | Tằng Phàm                                        |
| 2003          | 女拳王              |                                     |                                         | Cao Nhân                                         |
| 2004          | 墨斗先生            | Escape from Hong Kong Island        |                                         | Cảnh sát                                         |
| 2005          | 凶宅                | The House                           | Nhà ma                                  | Cam Quốc Cường                                   |
| 2006          | 狗咬狗              | Dog Bite Dog                        | Chó cắn chó                             | Tường Ký                                         |
| 2006          | 伤城                | Confession of Pain                  | Thương thành                            | Trần Vĩ Cường                                    |
| 2006          | 天行者              | Heavenly Mission                    |                                         | A Si                                             |
| 2006          | 春田花花同学会      | McDull, the Alumni                  |                                         | Thực thần Phì Thao                               |
| 2006          | 我要成名            | My Name Is Fame                     | Ông bà Fame                             | A Phỉ                                            |
| 2006          | 新扎师妹3           | Love Undercover 3                   | Mối tình đặc vụ 3                       | Cổ Hoặc ca                                       |
| 2006          | 情癫大圣            | A Chinese Tall Story                | Tình điên Đại Thánh                     | Vua thằn lằn                                     |
| 2007          | 跟踪                | Eye in the Sky                      | Săn đuổi mục tiêu                       | Cướp                                             |
| 2007          | C+侦探              | The Detective                       | Thám tử C+                              | Quan Tế Vinh                                     |
| 2007          | 一楼一鬼            | House of the Invisibles             | Cư xá kinh hoàng                        | A Trùng                                          |
| 2009          | 爱情三结义          |                                     |                                         | Ông chủ cửa hàng                                 |
| 2009          | Laughing Gor之变节  | Turning Point                       | Bước ngoặt                              | A Vũ                                             |
| 2010          | 72家租客            | 72 Tenants of Prosperity            | 72 khách trọ                            | Đồng Mộc                                         |
| 2011          | 一路有你            | The Road Less Traveled              |                                         | A Tiêu (tài xế container)                        |
| 2011          | 我爱HK开心万岁      | I Love Hong Kong                    | Tôi yêu Hồng Kông                       | Lê Diệu Tường / Lưu Tỉnh                         |
| 2014          | 丐世英雄            | Hero of the beggars                 | Cái thế anh hùng                        | Trần Đại Lực                                     |
| 2021          | 真·三国无双         | Dynasty Warriors                    | Chân tam quốc vô song                   | Tào Tháo (lồng tiếng Quảng Đông)                 |

### Lồng tiếng
| Năm  | Tên phim                                 | Nhân vật                                                                      |
| ---- | ---------------------------------------- | ----------------------------------------------------------------------------- |
| 2006 | The Wild                                 | Sóc Benny                                                                     |
| 2006 | Cars                                     | Luigi                                                                         |
| 2007 | Tình yêu đích thực (Hooked on You)       | Ông thịt heo                                                                  |
| 2009 | Up                                       | Chó Dug                                                                       |
| 2009 | Life                                     | Dẫn truyện tiếng Quảng Đông cho đài Minh Châu (phim phóng sự của BBC)         |
| 2010 | Desbicable Me                            | Gru                                                                           |
| 2011 | Bác sĩ IQ Duệ Duệ                        | Norijuan Chihira (phát sóng trên kênh J2 của TVB)                             |
| 2012 | La Văn - Giọng hát trong lòng người nghe | Người dẫn truyện                                                              |
| 2013 | Desbicable Me 2                          | Gru                                                                           |
| 2016 | Tây Du Ký: Đại Thánh trở về              | Tôn Ngộ Không (bản tiếng Quảng)                                               |
| 2017 | Desbicable Me 3                          | Gru                                                                           |
| 2018 | Võ lâm quái thú (Kungfu Monster)         |                                                                               |
| 2019 | Phượng dịch                              | Lãng Khôn (lồng tiếng bản tiếng Quảng, đồng thời thủ vai nhân vật nguyên gốc) |
| 2021 | Chân tam quốc vô song (Dynasty Warriors) | Tào Tháo                                                                      |

### Kịch sân khấu
- 1992:《Hi Xuân tửu điếm》[66]
- 1992:《Lôi vũ》[67]
- 2014:《Tinh hải lưu ngân》vai Vương Tâm Phàm[68]
- 2017: Nhạc kịch《Phong vân 5D》vai Nê Bồ Tát [69]

### Kịch truyền thanh
- Thời gian bảy năm (七之痒) - Radio RTHK[70]
- Ba tấc (三吋)[71]

## Giải thưởng
| Năm  | Lễ trao giải / Tổ chức                                                         | Giải thưởng | Tên phim                 | Nhân vật                   |
| ---- | ------------------------------------------------------------------------------ | --- | ------------------------ | -------------------------- |
| 2007 | Giải thưởng truyền hình TVB - My AOD 2007 (Malaysia)                           | Nhân vật phụ được yêu thích nhất (Lá xanh tôi thích nhất giữa rừng hoa đỏ)                                     | 《Nối nghiệp》           | Thượng Trung               |
| 2007 | Giải thưởng truyền hình TVB - My AOD 2007 (Malaysia)                           | Cảnh phim ấn tượng nhất (Phân đoạn Thượng Trung lên làm Đại chưởng quỹ và nhường lại cho Thượng Trí kế nhiệm） | 《Nối nghiệp》           | Thượng Trung               |
| 2008 | Lễ trao giải Vạn Thiên Tinh Huy 2008                                           | Nam diễn viên phụ xuất sắc nhất                                                                                | 《Mưu dũng kỳ phùng II》 | Đới Tòng Văn / Đới Tòng Võ |
| 2009 | Lễ trao thưởng kỷ niệm 10 năm "3 Weekly X Taste Family" 2009                   | Biểu hiện kiệt xuất                                                                                            |                          |                            |
| 2009 | Lễ trao giải Nhân vật nổi tiếng của TVB Weekly 2009                            | Vua quảng cáo nổi tiếng nhất                                                                                   |                          |                            |
| 2009 | Health Award Ceremony 2009                                                     | Mười ngôi sao có hình tượng lành mạnh                                                                          |                          |                            |
| 2009 | Đêm từ thiện biểu diễn nghệ thuật 2009                                         | Nghệ sĩ từ thiện nổi bật nhất                                                                                  |                          |                            |
| 2009 | Giải thưởng Nghệ thuật thường niên Ming Pao Magazines 2009                     | Nam diễn viên truyền hình nổi bật nhất                                                                         | 《Xứng danh tài nữ》     | Sài Cửu                    |
| 2009 | Lễ trao giải Vạn Thiên Tinh Huy 2009                                           | Nam diễn viên chính xuất sắc nhất                                                                              | 《Xứng danh tài nữ》     | Sài Cửu                    |
| 2009 | Lễ trao giải Vạn Thiên Tinh Huy 2009                                           | Nam nhân vật được yêu thích nhất                                                                               | 《Xứng danh tài nữ》     | Sài Cửu                    |
| 2009 | Lễ trao giải Vạn Thiên Tinh Huy 2009                                           | Diễn viên nổi tiếng bình chọn qua TVB.com                                                                      |                          |                            |
| 2009 | YAHOO! Giải thưởng tìm kiếm phổ biến 2009                                      | Nam nghệ sĩ truyền hình nổi tiếng nhất                                                                         |                          |                            |
| 2009 | "Taste" Best Editor's Pick Awards 2009                                         | Giải thưởng Hương vị cuộc sống                                                                                 |                          |                            |
| 2009 | StarHub TVB Awards 2009 (Singapore)                                            | Nam nhân vật truyền hình TVB tôi yêu thích nhất                                                                | 《Xứng danh tài nữ》     | Sài Cửu                    |
| 2010 | Next TV Awards 2010                                                            | TOP 2 trong Mười nghệ sĩ truyền hình nổi bật nhất                                                              |                          |                            |
| 2010 | Giải thưởng Tinh anh Prince's Jelwery lần thứ nhất                             | Chiến thắng hạng mục truyền hình                                                                               |                          |                            |
| 2010 | Health Award Ceremony 2010                                                     | Mười ngôi sao có hình tượng lành mạnh                                                                          |                          |                            |
| 2010 | Giải thưởng truyền hình TVB - My AOD (Malaysia) 2010                           | TOP 10 nhân vật truyền hình được yêu thích nhất                                                                | 《Nghĩa hải hào tình》   | Lưu Tỉnh                   |
| 2010 | Lễ trao giải Vạn Thiên Tinh Huy 2010                                           | Nam diễn viên chính xuất sắc nhất                                                                              | 《Nghĩa hải hào tình》   | Lưu Tỉnh                   |
| 2010 | Tencent - Lễ trao giải Tinh Quang Đại Điển thường niên                         | Nam diễn viên truyền hình khu vực Cảng Đài của năm                                                             |                          |                            |
| 2010 | New York Festivals International Television & Film Awards                      | Giải thưởng cho vai diễn xuất sắc nhất                                                                         | 《Xứng danh tài nữ》     | Sài Cửu (Đề cử bằng tập 7) |
| 2011 | Lễ trao giải danh mục phim và truyền hình của YOUKU                            | Nam diễn viên chính xuất sắc nhất khu vực Hồng Kông và Đài Loan năm 2011                                       |                          |                            |
| 2011 | Star Enterprise Awards Ceremony 2010                                           | Giải thưởng "Người phát ngôn thương hiệu ngôi sao"                                                             |                          |                            |
| 2011 | Next TV Awards 2011                                                            | TOP 2 trong Mười nghệ sĩ truyền hình nổi bật nhất                                                              |                          |                            |
| 2011 | "3 Weekly X Taste Family" - Thương hiệu được Phụ huynh yêu thích nhất năm 2011 | Giải thưởng "Người cha yêu dấu"                                                                                |                          |                            |
| 2011 | Giải thưởng Thương hiệu được yêu thích nhất của Perfect Life OL 2011           | Diễn viên quảng cáo được yêu thích của OL                                                                      |                          |                            |
| 2011 | StarHub TVB Awards 2011 (Singapore)                                            | TOP 5 Nam nhân vật truyền hình TVB tôi yêu thích nhất                                                          | 《Nghĩa hải hào tình》   | Lưu Tỉnh                   |
| 2011 | TVB Most Popular TV Commercial Awards 2011                                     | Nam nghệ sĩ được yêu thích nhất                                                                                |                          |                            |
| 2011 | Taste Magazine's Quality Life Taste Star Award Ceremony                        | Ngôi sao có phong cách sống chất lượng                                                                         |                          |                            |
| 2011 | Health Award Ceremony 2011                                                     | Mười ngôi sao có hình tượng lành mạnh                                                                          |                          |                            |
| 2011 | Giải thưởng Nghệ thuật thường niên Ming Pao Magazines 2011                     | Nam diễn viên truyền hình nổi bật nhất                                                                         | 《Nghĩa hải hào tình》   | Lưu Tỉnh                   |
| 2011 | Giải thưởng truyền hình TVB - My AOD 2011 (Malaysia)                           | TOP 15 nhân vật truyền hình được yêu thích nhất                                                                | 《Bằng chứng thép III》  | Bố Quốc Đống (Pro Sir)     |
| 2012 | StarHub TVB Awards 2012 (Singapore)                                            | Nam nhân vật truyền hình TVB tôi yêu thích nhất                                                                | 《Bằng chứng thép III》  | Bố Quốc Đống (Pro Sir)     |
| 2012 | Giải thưởng truyền hình TVB - My AOD 2012 (Malaysia)                           | TOP 15 nhân vật truyền hình được yêu thích nhất                                                                | 《Đại Thái Giám》        | Lý Liên Anh                |
| 2012 | Lễ trao giải Vạn Thiên Tinh Huy 2012                                           | Nam diễn viên chính xuất sắc nhất                                                                              | 《Đại Thái Giám》        | Lý Liên Anh                |
| 2015 | StarHub TVB Awards 2015 (Singapore)                                            | Nam nhân vật truyền hình TVB tôi yêu thích nhất                                                                | 《Danh môn ám chiến》    | Tưởng Nguyên               |
| 2016 | StarHub TVB Awards 2016 (Singapore)                                            | Nam diễn viên chính xuất sắc nhất                                                                              | 《Công công xuất cung》  | Lý Thúc Cung               |
| 2017 | StarHub TVB Awards 2017 (Singapore)                                            | Nam nghệ sĩ TVB được yêu thích nhất nhân kỷ niệm 25                                                            |                          |                            |
| 2017 | Lễ trao giải Hoa Đỉnh lần thứ 22                                               | Diễn viên được khán giả toàn quốc yêu thích trong 10 năm                                                       |                          |                            |

## Chương trình giải trí

### TVB
| Năm  | Tên tiết mục | Chú thích |
| ---- | --- | --- |
| 1986 | - Cuộc sống muôn màu (古怪人生) | |
| 1987 | - Hồ sơ kỳ lạ (奇人怪录) | |
| 1994 | - Cùng nếm hạt dẻ cười (为食开心果演出) | |
| 1995 | - Giao lộ cuộc đời (人生交叉点) | - Tập 20 |
| 1997 | - Người chiến thắng quảng cáo (广告大赢家) - Tập 14 - Trâu vàng đến nhà chúc tân xuân (金牛满屋贺新春) - Chương trình kỷ niệm 60 năm thành lập bệnh viện Queen Mary - Tiết mục từ thiện Vạn chúng đồng tâm (万众同心公益金) - Thế giới này rất vui (世界如此多FUN) - COUNTDOWN Ngày thành lập đặc khu (特区成立倒数) - Siêu cấp vô địch Chưởng môn nhân: Tái chiến giang hồ (超级无敌奖门人之再战江湖) - Siêu cấp vô địch: Thủy vận hội điên cuồng (超级无敌疯狂水运会) - Quay lại lúc chưa hot (回到未红时) | - Tập 14 - Chủ trì tiết mục - Tập 4 và Tập 7 - Tập 9 |
| 1998 | - Guilt Buster Madden Show'98 (罪恶克星劲爆Show'98演出) - Lễ trao giải Giai điệu vàng Nhạc thiếu nhi 1998 (1998度儿歌金曲颁奖典礼演出) | |
| 1999 | - Kinh thiên động địa Chưởng môn nhân (惊天动地奖门人) | - Tập 21 |
| 2002 | - A Fortune Out (一笔out消) - Một phát ăn ngay (一触即发) - Chưởng môn nhân tập sự (吾系奖门人) | - Khách mời từ thiện phiên bản nghệ sĩ - Khách mời từ thiện phiên bản nghệ sĩ - Tập 10 |
| 2004 | - Tiếp tục vô địch Chưởng môn nhân (继续无敌奖门人) | - Tập 10 |
| 2005 | - Tiếp tục vô địch Chưởng môn nhân (继续无敌奖门人) | - Tập 33 và Tập 37 |
| 2006 | - E-Buzz (娱乐直播) - 15/16 - Thăm thú địa phương (区区食乐好路线) | - Ngày 29 tháng 3 - Tập 16 đến Tập 18 - Tập 7 |
| 2007 | - Heo vàng tặng ngọc chúc tân xuân (金猪献瑞庆新春) - Trò chơi Thiên vương (游戏天王) - Vấn đề giới giải trí (问题娱乐圈) - Go! Hong Kong, Go! (最紧要进步) | - Tập 19 - 22, Tập 29 - 32 - Tập 17 - Tập 9 |
| 2008 | - Identity: Cổ vũ trung đoàn (亮相打气团) - Đại Đường Tây du ký (大唐西游记) - Be My Guest (志云饭局) - E-Buzz (娱乐直播) | - Tập 3 - 4, Tập 13 - 14 - MC - Tập 107 - Ngày 25 tháng 11 |
| 2009 | - Đô thị nhàn rỗi (都市闲情) - Quán cơm danh nhân (名人饭堂) - Thiết giáp vô địch Chưởng môn nhân (铁甲无敌奖门人) - Boom Boom Ba (耳分高下) - Club Sparkle (星星同学会) - Cuộc thi Hoa hậu Hồng Kông thường niên (2009度香港小姐竞选) - Tinh quang rạng rỡ diệu bảo lương (星光熠熠耀保良) - Lễ thắp đèn Khánh đài Vạn Thiên Tinh Huy (万千星辉贺台庆) - “Cân quắc quần hùng cổ thượng phi” (巾帼群雄鼓上飞) - “Ngạo hổ tàng long xướng gia ban” (卧虎藏龙唱家班) - Beautiful Cooking (美女厨房) - Club Venus (至八女人心) - Ai thông minh hơn học sinh lớp 5? (系咪小儿科) - Trùm tri thức (正识第一) - Phút chốc rung động (霎时感动) - An toàn và sức khỏe nghề nghiệp (职安健知多啲) - Bồng doanh tiên quán "Chí đồng học đạo" (蓬瀛仙馆“志同学道”) - TodayVIP (今日VIP) - Tiết mục Từ thiện Đông Hoa (欢乐满东华) - Lễ hội diễu hành Olympian City (奥海城全城狂欢迈向2010) | - Ngày 01 tháng 1 và Ngày 25 tháng 5 - Tập 10 - 11 - Tập 38 - Tập 25 - 26 - Tập 20 - MC khách mời - Khách mời biểu diễn - Khách mời biểu diễn - Tiết mục chung - Tiết mục chung - Giám khảo tập 3, khách mời tập 15 - Tập 1 - Tập 9 - 10 - Tập 11 - 12 - Tập 101 "Ai hiểu yêu", Tập 104 "Tiều phu gây họa" - MC - MC - Ngày 29 tháng 4 và Ngày 08 tháng 12 - Tiết mục biểu diễn: Mặn ngọt chua cay đủ thứ vị, vạn ác dâm tà đứng hàng đầu - Khách mời đặc biệt                              |
| 2010 | - 2009 của tôi (我的2009) - Sức mạnh của tình yêu (爱的力量) - Phạm Hậu Cảm (范后感) - Đúng lúc gặp nhau (以时相聚) - Checkerboard Jackpot (逐格斗) - TodayVIP (今日VIP) - Hội Cứu trợ nhi đồng: Xây dựng khu vườn mơ ước cho trẻ em - TV Sky (电视的天空) - Siêu cấp vô địch Chưởng môn nhân (超级游戏奖门人) - Living Up (更上一层楼) - Tiết mục Từ thiện Đông Hoa (欢乐满东华) - Lễ thắp đèn Khánh đài Vạn Thiên Tinh Huy (万千星辉贺台庆) - Kình ca kim khúc (劲歌金曲) - Tám khách giải trí (八味娱乐圈) - Người dẫn chương trình vui vẻ nhất ở OCT East (东部华侨城好玩之最) - Starry Kitchen (星级厨房) - Resorts World Sentosa - Thế giới mới của các tour du lịch vô tận | - Tập 14 - Tập 1 ngày 10 tháng 1 - Ngày 04 tháng 2 với Mao Thuần Quân, ngày 19 tháng 3, ngày 08 tháng 11, ngày 26 tháng 11 với Đặng Tụy Văn và Ngao Gia Niên, ngày 08 tháng 12 với Đặng Tụy Văn - MC ngày 06 tháng 3 - Ngày 15 tháng 6 - Tập 16 ngày 15 tháng 8, tập 26 ngày 07 tháng 11 - Tập 8 - 9 ngày 20 tháng 11 - Khách mời biểu diễn - Khách mời biểu diễn - Khách mời biểu diễn - MC - Khách quý - MC ngày 01 đến ngày 05 tháng 3 (Phát sóng trong thời lượng Đông Trương Tây Vọng) |
| 2011 | - Đêm hội Ngôi sao Từ thiện Nhân Tế (慈善星辉仁济夜) - All Star Glam Exam (华丽明星赛) - Ngân hàng Standard Chattered: Tôi biết thế nào là khoản đầu tư lý tưởng - Cải tạo và Bảo trì: Bí mật của An toàn lao động (装修维修 - 职安秘笈) - TVB Most Popular TV Commercial Awards 2011 - Admiral's Feast Series (为食总司令) - Ăn cơm Hoàng đế lớn (吃饭皇帝大) - TodayVIP (今日VIP) - Lễ thắp đèn Khánh đài Vạn Thiên Tinh Huy (万千星辉贺台庆) - Top Eats 100 (香港美食100强) | - Khách mời biểu diễn - Tập 1 - MC khách mời tập 1 - 4 - MC - Ngày 31 tháng 7 - Ngày 21 tháng 8 - Ghi hình ở Đài Loan với Đặng Tụy Văn - Ngày 07 tháng 10 với Trương Khả Di - Khách mời biểu diễn - Ngày 17 tháng 12 |
| 2012 | - Chị May mời khách (May姐有请) - TodayVIP (今日VIP) - Bích Quế vườn - Mười dặm biển bạc: Tình ca trên biển (碧桂园．十里银滩特约) - Bản đồ vui vẻ - Thăm thú Hàn Quốc (快乐地图 - 南韩篇) - Big Fun SE Asia (千奇百趣东南亚) - Let's Play With Our Food (皆大欢喜之溏心风暴) - Living Up (更上一层楼) - All Star World Exam (环游世界明星赛) - Đêm đã tàn (夜消磨) - Neighborhood Gourmet 2 (街坊厨神食四方) | - Ngày 01 tháng 1 - Ngày 22 tháng 3 với Mễ Tuyết - Một trong các MC, thủ vai Gia Lạc - MC ngày 11 đến ngày 13 tháng 7 - Một trong các khách mời ngày 14 tháng 9 - Một trong các khách mời ngày 30 tháng 9 - Ngày 06 tháng 10 - Một trong các khách mời ngày 28 tháng 10 - Một trong các khách mời ngày 28 tháng 10 - Ngày 18 tháng 11 |
| 2013 | - CNY Eve Special (TVB新春黄金庆典演出) - Một phút để chiến thắng (决战一分钟) | - Tập 19 |
| 2014 | - Feastival a la Stars (明星爱厨房) | - Ngày 28 tháng 12 |
| 2015 | - Kung Hei Fat Home (家家有喜事) - Một trăm triệu một phút (超强选择1分钟) - Hungry For Health (食得健康吗?) - Health Is A Lifestyle (活得健康吗?) | - Ngày 20 tháng 2 - Ngày 23 tháng 7 - Ngày 24 tháng 6 - Ngày 09 tháng 9 |
| 2015 | - Do tỷ có vấn đề (Do姐有问题) - 乜都搞掂晒(14/6/2016) 嘉宾 - 为食3姊妹(12/7/2016) 嘉宾之一 - 香港先生选举(10/9/2016) 评判之一 - I Love Hong Kong (我爱香港) - (你健康吗?) | - Ngày 07 tháng 3 - Ngày 14 tháng 6 - Ngày 12 tháng 7 - Ngày 10 tháng 9 - Ngày 18 tháng 9 và ngày 06 tháng 11 - Mùa 2 ngày 26 tháng 9 |
| 2017 | - Cuộc thi Hoa hậu Hoa kiều Hồng Kông (国际中华小姐竞选) - Easy Come Easy Health (叹得好健康) - Đừng tắt đèn (请勿关灯) - Cộng sự tốt nhất (最佳拍档) - Công công xuất ngoại (公公出埠) | - Một trong các giám khảo - Tập 1 ngày 10 tháng 9 với Đặng Tụy Văn - Quay ở Thái Lan với Tào Vĩnh Liêm, Tiêu Chính Nam và Huỳnh Hạo Nhiên |
| 2018 | - Beautiful Cooking 3 (美女厨房) - Diên Hi nam tuần (延禧南巡) | - Khách mời mùa 3 tập 11 - MC khách mời |
| 2019 | - Đêm hội Ngôi sao Từ thiện Nhân Tế (慈善星辉仁济夜) - Phong thủy khai niên (新春开运王) - Tuổi trung niên hạnh phúc (快乐中年) - Lưu truyền kinh điển 50 năm (流行经典50) - Hành trình đến với Hoa hậu Hồng Kông (香港小姐公爵特训班) - Do tỷ có vấn đề (Do姐有问题) Mùa 3 | - Mùa 4 tập 2 - Tập 9 - Ngày 03 tháng 8 - Khách mời đặc biệt - Ngày 25 tháng 8 |
| 2020 | - Fortune Show (天天开运王) - Lưu truyền kinh điển 50 năm (流行经典50) - Tiết mục từ thiện Vạn chúng đồng tâm (万众同心公益金) - Do tỷ có vấn đề (Do姐有问题) Mùa 4 - Giúp bạn giảm stress (你想减压) | - Tập 1 - MC khách mời - Ngày 10 tháng 7 - Tập 1 |
| 2021 | - Fortune Show (天天开运王) - Raymond's Taste Buds (辉哥为食游) | - Mùa 2 tập 5 - Mùa 4 tập 4 |

### myTV SUPER
| Năm  | Tên tiết mục             | Chú thích                                     |
| ---- | ------------------------ | --------------------------------------------- |
| 2020 | Song Tường kiến (双祥见) | Một trong 2 MC Hợp tác với Nguyễn Triệu Tường |

## Sản phẩm âm nhạc

### Nhạc phim
| Năm  | Tên ca khúc      | Tên phim                                  | Tính chất      | Ghi chú                                                        | Album                           |
| ---- | ---------------- | ----------------------------------------- | -------------- | -------------------------------------------------------------- | ------------------------------- |
| 2010 | Hồng hồ điệp     | Cân quắc kiêu hùng chi Nghĩa hải hào tình | Nhạc đệm       | Ca sĩ hát gốc là Ngô Trác Hi                                   |                                 |
| 2011 | Nhân chứng       | Bằng chứng thép III                       | Nhạc chủ đề    | Song ca với Ngô Trác Hi                                        | 《Love TV Con đường tình ca 3》 |
| 2012 | Nhật nguyệt      | Đại thái giám                             | Nhạc cuối phim | Song ca với Hồ Định Hân                                        |                                 |
| 2017 | Thần tài giá đáo | Thần tài giá đáo                          | Nhạc chủ đề    | Hát cùng Phàn Diệc Mẫn, Đơn Lập Văn, Hà Quảng Bái, Phó Gia Lợi |                                 |

### Bài hát khác
| Năm  | Tên ca khúc                      | Tính chất   | Ghi chú                                     |
| ---- | -------------------------------- | ----------- | ------------------------------------------- |
| 2011 | Chức an chân hán tử (職安真漢子) | Nhạc chủ đề | Cải biên từ bài《真的漢子》của Lâm Tử Tường |

## Tác phẩm sách truyện

### Chuyên mục viết
| Năm            | Đơn vị phát hành | Chuyên mục             | Chú thích |
| -------------- | ---------------- | ---------------------- | --- |
| 2008年至2010年 | am730            | 《Phim giả tình thật》 | Phó chủ tịch tờ báo miễn phí Hồng Kông am730 đã liên hệ với Lê Diệu Tường từ năm 2008, bày tỏ ý định thành lập một chuyên mục về ngành giải trí do Lê Diệu Tường viết, nhưng lúc đó anh đã nói với ông: "Không nhất thiết phải viết về các chuyện bên lề khi quay phim, lỡ chê bai diễn viên Hồng Kông cũng thì cũng không hay, mọi người vẫn còn gặp mặt nhau nhiều, hơn nữa quan điểm của tôi cũng chưa chắc hoàn toàn đúng; tốt hơn là nên thay đổi hình thức, học hỏi một số phim nước ngoài và đại lục, bày tỏ quan điểm của tôi thông qua phương pháp biểu diễn của họ." Phó chủ tịch nói không thành vấn đề, vậy là chuyên mục này được ra đời. |

| Ngày    | Tiêu đề                               | Trích dẫn phim điện ảnh / phim truyền hình / nhân vật                                                    |
| 2008    |                                       | |
| 16 - 10 |                                       | Daniel Day-Lewis trong There Will Be Blood Marion Cotillard trong La Vie en rose                         |
| 23 - 10 |                                       | Will Smith trong The Pursuit of Happyness                                                                |
| 30 - 10 |                                       | Lưu Thanh Vân trong Mad Detective                                                                        |
| 06 - 11 |                                       | / |
| 13 - 11 |                                       | Ken Takakura trong Poppoya (Giấc mơ bình yên) và Riding Alone for Thousands of Miles (Đồng hành vạn dặm) |
| 20 - 11 |                                       | / |
| 27 - 11 |                                       | / |
| 04 - 12 |                                       | Unknown Pleasures (2002)                                                                                 |
| 11 - 12 |                                       | Heath Ledger trong The Dark Knight                                                                       |
| 18 - 12 |                                       | Heath Ledger trong The Dark Knight                                                                       |
| 2009    |                                       | |
| 08 - 01 | Bộ phim không có diễn viên            | Pickpocket (Xiao Wu 1997)                                                                                |
| 15 - 01 | Sự phóng đại hợp lý                   | Châu Tinh Trì trong The Justice Of Life (Cuộc sống công bằng) Johnny Depp trong The Devil King           |
| 22 - 01 | Mâu thuẫn của diễn xuất               | 200 Pound Beauty (Sắc đẹp ngàn cân)                                                                      |
| 05 - 02 | Bề ngoài hào nhoáng                   | Fantastic Four 2: Rise of the Silver Surfer                                                              |
| 12 - 02 | Ví dụ tiêu cực cho diễn viên          | Fantastic Four 2: Rise of the Silver Surfer                                                              |
| 19 - 02 | Diễn xuất bung xõa                    | Meryl Streep trong Mama Mia!                                                                             |
| 26 - 02 | Tác dung của nước mắt                 | Eagle Eye                                                                                                |
| 05 - 03 | Nhịp điệu tốt                         | Quế Luân Mỹ trong Bí mật không thể nói và Phụ nữ không xấu                                               |
| 12 - 03 | Thiết kế rực rỡ                       | James McAvoy trong Atonement                                                                             |
| 19 - 03 | Tình yêu - Quyến rũ - Tội lỗi         | Atonement                                                                                                |
| 26 - 03 | Cường điệu - Kìm nén                  | Al Pacino trong The Merchant of Venice                                                                   |
| 02 - 04 | Duy trì mạch nghĩ                     | Al Pacino trong Scent of a Woman                                                                         |
| 09 - 04 | Phi "đối" vật "phối"                  | Thư Kỳ trong Phi thành vật nhiễu                                                                         |
| 16 - 04 | Biểu cảm phong phú                    | Mao Thuấn Quân trong Tình đồng nghiệp                                                                    |
| 23 - 04 | Cảnh phim khó diễn                    | Brad Pitt trong The Curious Case of Benjamin Button                                                      |
| 07 - 05 |                                       | Will Smith trong Seven Pounds                                                                            |
| 14 - 05 | Kiêu hùng - Sài Cửu                   | Xứng danh tài nữ                                                                                         |
| 21 - 05 | Tư duy đảo ngược                      | Châu Tấn trong Họa bì                                                                                    |
| 04 - 06 | Đánh giá thực tế                      | Xứng danh tài nữ                                                                                         |
| 11 - 06 | Cảm nhận                              | / |
| 18 - 06 | Bàn lại cảm nhận                      | Tình đồng nghiệp                                                                                         |
| 25 - 06 | Kịch bản phim hài                     | Transformers: Revenge of the Fallen                                                                      |
| 02 - 07 | Bàn lại về phim hài                   | Transformers: Revenge of the Fallen                                                                      |
| 09 - 07 | Diễn xuất xuất sắc                    | Michael Jackson                                                                                          |
| 16 - 07 | Công cụ biểu cảm                      | Sandman trong Spider-Man 3                                                                               |
| 24 - 07 | Góc quay 180 độ                       | Spider-Man 3                                                                                             |
| 30 - 07 | Phim hoạt hình cảm động               | Up |
| 06 - 08 | Ảnh hưởng của tiết tấu                | Up |
| 13 - 08 | Tương phản sâu sắc                    | Okuribito                                                                                                |
| 20 - 08 | Cuộc sống                             | Okuribito                                                                                                |
| 27 - 08 | Đại sư Ken Ogata                      | Ken Ogata trong Vengeance Is Mine và House on Fire                                                       |
| 03 - 09 | Cuộc đời của Harvey Milk              | Sean Penn trong Milk                                                                                     |
| 10 - 09 | Biểu hiện ngoạn mục                   | Sean Penn trong Milk                                                                                     |
| 17 - 09 | Cách thể hiện một nhân vật            | / |
| 24 - 09 | Thà không có sách                     | / |
| 08 -10  | Cách vận hành của cơ thể              | / |
| 15 - 10 | Logic của hành động                   | / |
| 22 - 10 | Nhịp điệu của ngôn ngữ                | / |
| 29 - 10 | Sự hoàn thiện của cuộc sống           | / |
| 05 - 10 | Tình cảm của diễn viên                | Hán Sở kiêu hùng                                                                                         |
| 12 - 11 | Việc làm hàng ngày                    | Tình đồng nghiệp                                                                                         |
| 19 - 11 | Động tác thật giả                     | / |
| 26 - 11 | Tư duy và trí nhớ                     | / |
| 03 - 11 | Lúc diễn xuất "Thời gian"             | Hán Sở kiêu hùng                                                                                         |
| 10 - 12 | Tầm quan trọng của việc dừng lại      | Hán Sở kiêu hùng, This is it                                                                             |
| 17 - 12 | Vai trò của cảm giác                  | This is it                                                                                               |
| 24 - 12 | Bắt chước người khác                  | / |
| 31 - 12 | Jump                                  | Jump |
| 2010    |                                       | |
| 07 - 01 | Đối thoại chân thực                   | / |
| 14 - 01 | Trách nhiệm của tiết tấu              | / |
| 21 - 01 | Tăng thêm tính chân thực cho tiết tấu | / |
| 28 - 01 | Chân tình vĩnh cửu                    | / |

Tổng hợp chuyên mục báo và in thành sách
| Năm            | Tựa đề                                                                | Đơn vị xuất bản                                  |
| -------------- | --------------------------------------------------------------------- | ------------------------------------------------ |
| 23 - 01 - 2010 | Hí kịch phù sinh: Lê Diệu Tường bàn về kỹ nghệ diễn xuất và cuộc sống | Nhà sách Tam Liên Hồng Kông (ISBN 9789620429255) |

## Hợp đồng quảng cáo
| Năm  | Nhãn hàng | Ghi chú                                                                                              |
| ---- | --- | --- |
| 2008 | Giày da Hồng Tinh Đình Hồng Kông                                                                                      | |
| 2009 | Du lịch Vĩnh An - “Lời khuyên cho phụ huynh - con trẻ khi du lịch cùng Vĩnh An” - Sự kiện “Đêm kiêu hùng đón năm mới” | |
| 2009 | Trang sức Vạn Phúc (Manfook)                                                                                          | |
| 2009 | Đông Hải · Cua lông Haidu                                                                                             | |
| 2009 | Cao giảm đau Lĩnh Nam Vạn Ứng (Ultra Balm)                                                                            | |
| 2009 | Nước tẩy đa năng Cif                                                                                                  | |
| 2009 | MENCE Beauty | |
| 2009 | Milky Foot | |
| 2009 | Nhà hàng Hak Ka Hut                                                                                                   | Lồng tiếng lời dẫn quảng cáo                                                                         |
| 2009 | 3D Knight | |
| 2010 | Đông Hải · Cua lông Haidu                                                                                             | |
| 2010 | Chuỗi siêu thị ParknShop                                                                                              | Tổng cộng có ba video, clip quảng cáo thứ hai quay cùng con trai, clip quảng cáo thứ ba quay cùng vợ |
| 2010 | Bảo hiểm Zurich | Hoạt động quảng bá: “Doanh nghiệp của bạn có mấy cái mười năm?”                                      |
| 2010 | Cao giảm đau Lĩnh Nam Vạn Ứng (Ultra Balm)                                                                            | |
| 2010 | Nước tẩy đa năng Cif                                                                                                  | |
| 2010 | MENCE Beauty | |
| 2010 | Milky Foot | |
| 2010 | Dược phẩm Kính Tu Đường - Thanh nhiệt giảm viêm                                                                       | Nhãn hàng nội địa Trung Quốc                                                                         |
| 2010 | Tã giấy Huggies | Lồng tiếng lời dẫn quảng cáo                                                                         |
| 2010 | Gói Quảng cáo Tết Nguyên đán 2011 của TVB                                                                             | |
| 2011 | Bảo hiểm Blue Cross (Lam Thập Tự)                                                                                     | Hợp tác cùng Đặng Tụy Văn                                                                            |
| 2011 | Chuỗi siêu thị ParknShop (Phần 2)                                                                                     | |
| 2011 | Dầu gội chống rụng tóc Bawang                                                                                         | Quảng cáo hình ảnh                                                                                   |
| 2011 | Nước tẩy đa năng Cif                                                                                                  | |
| 2011 | MENCE Beauty | |
| 2011 | Milky Foot | |
| 2011 | Linh chi ngũ sắc Vita Green                                                                                           | |
| 2011 | Đông Hải · Cua lông Haidu                                                                                             | |
| 2012 | Nền tảng mẹ - con MyBB.com.hk                                                                                         | |
| 2012 | Chuỗi siêu thị ParknShop (Phần 3)                                                                                     | Đến hết tháng 5 năm 2012                                                                             |
| 2012 | Cao giảm đau Lĩnh Nam Vạn Ứng (Ultra Balm)                                                                            | |
| 2015 | McDonald's | |